# SAIC Motor
SAIC Motor Corporation Limited o SAIC (anteriormente Shanghái Automotive Industry Corporation) es una empresa estatal multinacional china de fabricación de automóviles con sede en Shanghái, China. En 2023, vendió un total de 5,02 millones de vehículos, manteniendo su posición como el principal fabricante de automóviles nacional por decimoctavo año consecutivo.
SAIC participa en la más antigua relación automotriz chino-extranjera haciendo autos en conjunto, con Volkswagen, y también ha tenido una empresa conjunta con General Motors desde 1998. SAIC vende productos bajo una variedad de marcas, incluidas las de sus socios de empresas conjuntas. SAIC es propietaria de las históricas marcas británicas MG Motor, LDV (Maxus) y una de las pocas marcas nacionales chinas de automóviles de lujo Roewe.

## Historia
Los orígenes de SAIC se remontan a la década de 1940, donde apenas empezaba la industria automotriz china.Aunque sus orígenes se encuentran en una fábrica de montaje de automóviles fundada en Shanghái, SAIC, a diferencia de sus rivales domésticos FAW Motors y Dongfeng Motor Corporation, sólo recientemente ha alcanzado una posición de prominencia en la industria del automóvil china. En la década de 1970 era una pequeña empresa, pero hizo un acuerdo de cooperación con Volkswagen en 1984 y de la mano de las autoridades locales de Shanghái (SAIC, al mismo tiempo era simplemente una extensión del gobierno municipal de Shanghái permitió que el fabricante de automóviles aumentara rápidamente. En los años anteriores a 1996 la capacidad de producción anual se incrementó diez veces más de 300.000 unidades al año, y la compañía se estableció como uno de los principales fabricantes de automóviles chinos.
Durante ese tiempo SAIC construyó una cadena de suministro de componentes de en Shanghái. Numerosas piezas de automóviles de producción nacional aumentaron posteriormente. Los materiales de los autos se convirtieron casi en su totalidad producidos en Shanghái. En 1998, más del 90% de los componentes utilizados en su fabricación fueron de origen local. Era uno de los objetivos fijados por el gobierno municipal de Shanghái.
En la década de 2000, la cooperación con empresas extranjeras siguió siendo una bendición para SAIC, que se llevó a General Motors como el segundo socio en 1998 y experimentó un crecimiento de dos veces entre 2000 y 2004. También en la década de 2000, SAIC realizó varias adquisiciones en Corea. En octubre de 2002 pagó a EE. UU. U$ 59.700.000 por el 10 por ciento de la compañía GM Daewoo (hoy GM Corea), y en octubre de 2004 adquirió una participación de 48.9 por ciento en SsangYong Motor Company de Corea del Sur. Luego la SAIC creó una nueva sociedad holding de sus subsidiarias llamada, Shanghái Automotive Group.
Más adelenate SAIC logró obtener una tecnología de MG, que fue incorporada en una línea de su marca propia de sedanes de lujo, Roewe, y, posteriormente, compró la totalidad de la marca.
Si bien la compañía vio el éxito de ventas en 2009, con 2,72 millones de vehículos vendidos. En 2010 se produjeron 3,58 millones de unidades, colocándose como el fabricante número uno en China.
En febrero de 2011, SAIC dio a conocer la marca Maxus como una nueva marca global para sus vehículos comerciales en una ceremonia en el Museo de Ciencia y Tecnología de Shanghái. El 13 de abril de 2011 la producción en serie se reanuda en la planta de MG en Longbridge Reino Unido, con la salida del primer MG 6 de la línea de producción.
El pasado 27 de junio se hizo oficial un gran acuerdo por el cual ambas compañías iban a colaborar en el desarrollo de tres vehículos híbridos enchufables y dos modelos 100% eléctricos. Tal y como detalla la agenda, los lanzamientos sucederán entre el 2026 y el 2030, aunque no se ha especificado bajo qué marcas estarán disponibles estos nuevos vehículos. El acuerdo es para todo el grupo y no para la firma Volkswagen en particular, aunque sí se supone que esta recibirá la mayoría de los lanzamientos.
Nuevo acuerdo con grupo Volkswagen: Históricamente, SAIC ha sido el principal socio de Volkswagen en China. La colaboración ha sido fructífera a lo largo de la última década. Tal es así que Audi también trabajará con ellos para el desarrollo de una plataforma específica para vehículos eléctricos inteligentes, denominada oficialmente como Plataforma Digitalizada Avanzada. El primer modelo de esa asociación saldrá a la venta en 2025. Dicha estructura le permitirá a los alemanes ampliar su oferta eléctrica con modelos más asequibles, como por ejemplo los nuevos Audi A3 y Audi Q3. Estos no pueden aprovechar la plataforma PPE si quieren ofrecerse a un precio competitivo.
De la alianza entre SAIC Motor y Audi se habló por primera vez a mediados de 2023. Ahora ya es oficial: ambas marcas acaban de firmar el acuerdo mediante el cual desarrollarán coches conjuntamente, un hecho insólito para la marca alemana, que ha tenido que recurrir a la experiencia de uno de los grupos chinos más consolidados.
Esta alianza busca combinar los recursos y capacidades de ambas compañías para acelerar el desarrollo de vehículos eléctricos y optimizar los procesos de investigación y desarrollo (I+D). SAIC, que es uno de los gigantes automovilísticos de China, aportará su experiencia y saber hacer en tecnologías eléctricas. Audi, por su parte, pondrá la experiencia en desarrollo y puesta a punto, ingeniería y posicionamiento de productos premium.
El comunicado de SAIC destaca que la colaboración con Audi "permitirá a ambas empresas mejorar significativamente" la eficiencia y optimización de recursos en I+D, lo que resulta crucial en un mercado tan competitivo y dinámico como el de los vehículos eléctricos. La Plataforma Digitalizada Avanzada que están desarrollando conjuntamente será clave para integrar las últimas innovaciones tecnológicas en sus futuros modelos.
Unos modelos que no se harán esperar demasiado. El primer coche eléctrico desarrollado conjuntamente por Audi y SAIC llegará el mercado en 2025. No será el último, pues el acuerdo contempla desarrollar "una serie" de vehículos, por lo que tendremos varios modelos en los próximos años.

## Marcas
SAIC vende vehículos bajo una variedad de marcas. Las marcas que son exclusivas de SAIC incluyen IM, Maxus, MG, Rising, Roewe,  Baojun, Wuling, Hongyan, Sunwin y Beinjiro

### IM
SAIC lanzó una marca de vehículos eléctricos de lujo “IM” (denominada “Zhiji Motor” en chino) desarrollado conjuntamente con el gobierno de la Nueva Área de Pudong de Shanghai y Alibaba el 13 de enero de 2021. Según SAIC Motor, “IM” significa Intelligence in Motion.

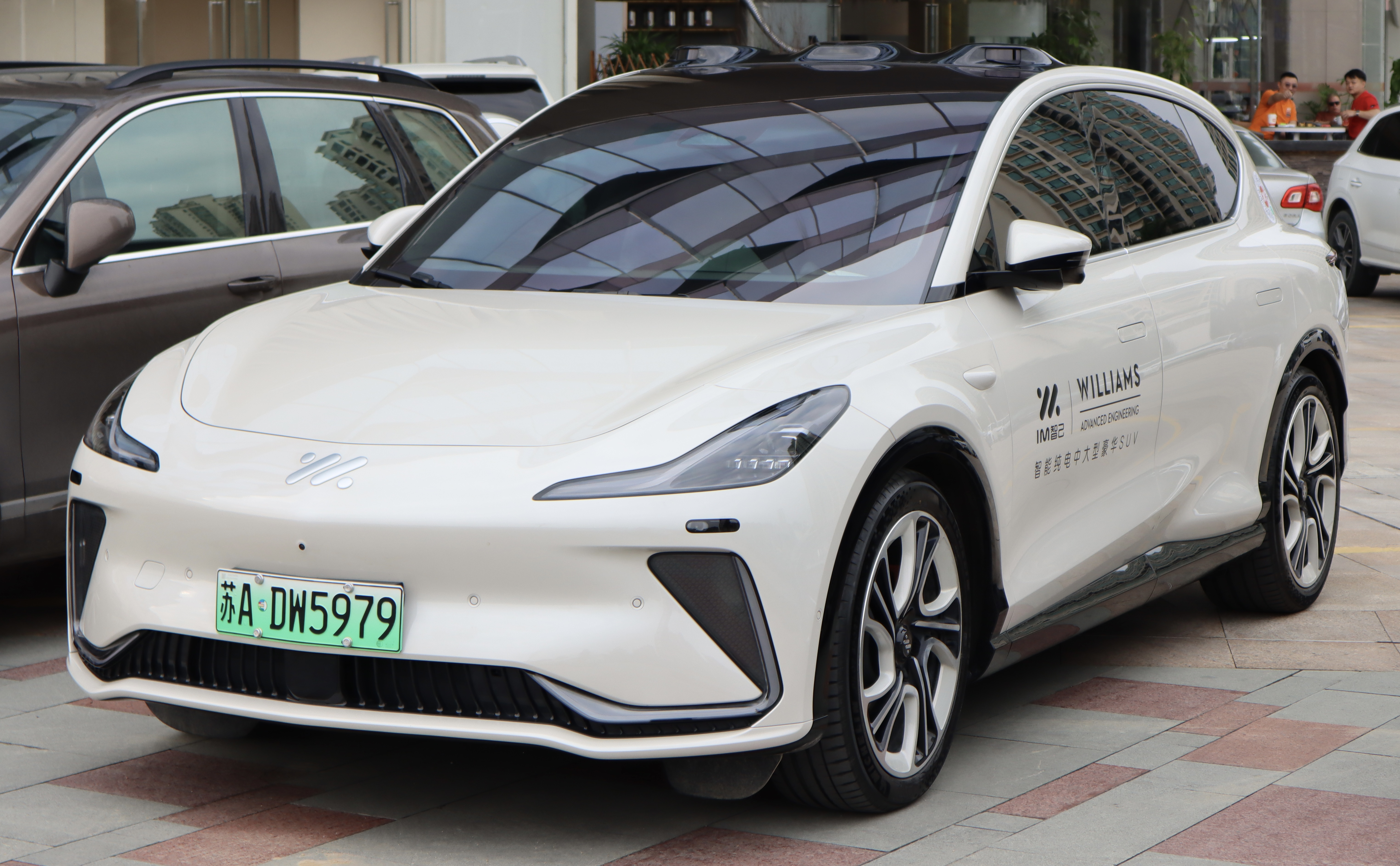
IM LS7
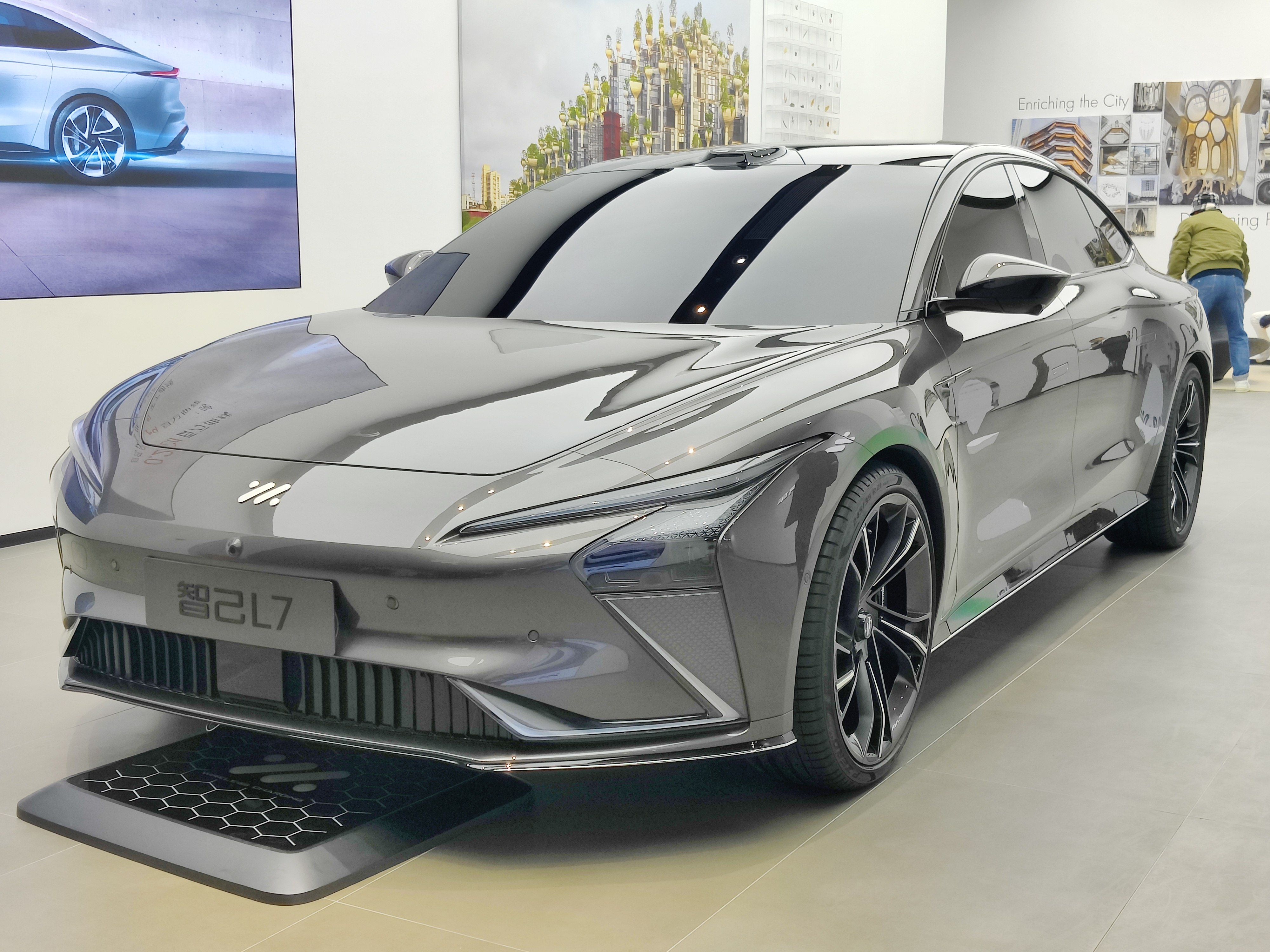
IM L7

### Maxus
Maxus se formó en 2011 tras la adquisición de LDV Group por SAIC en 2010, y produce monovolúmenes, camionetas y SUV tanto para la venta nacional como para la exportación mundial. 

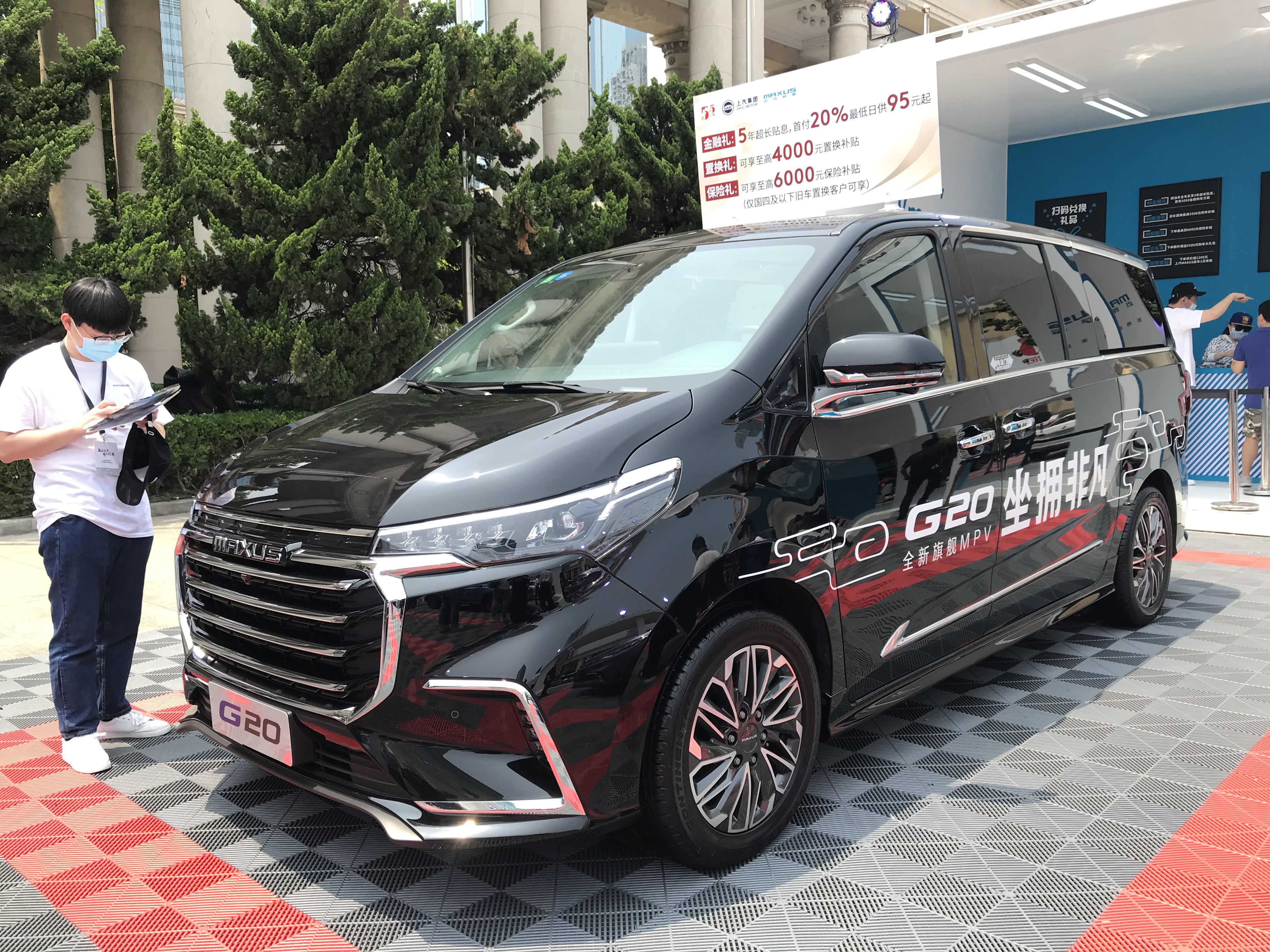
Maxus G20
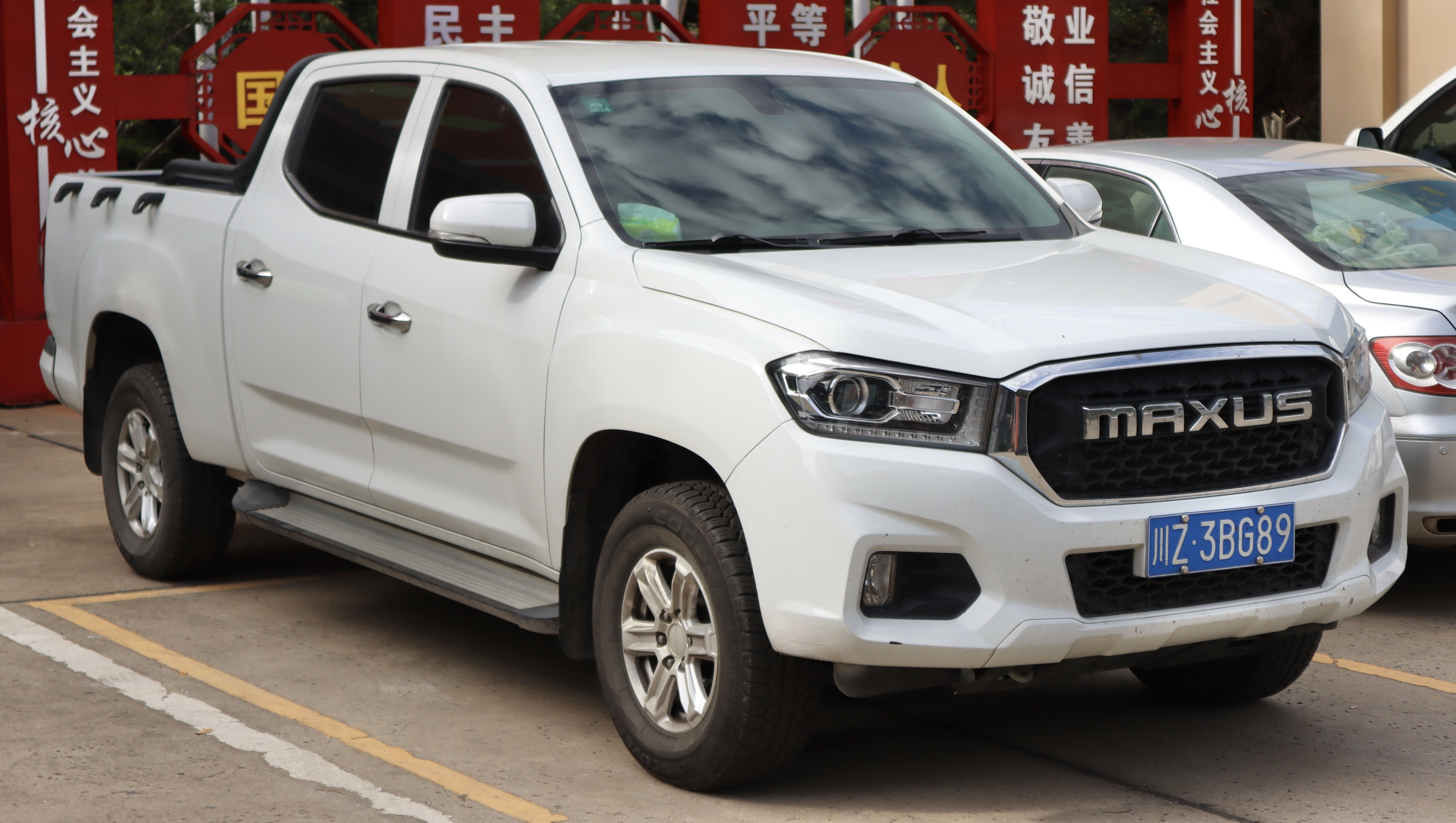
Maxus T70
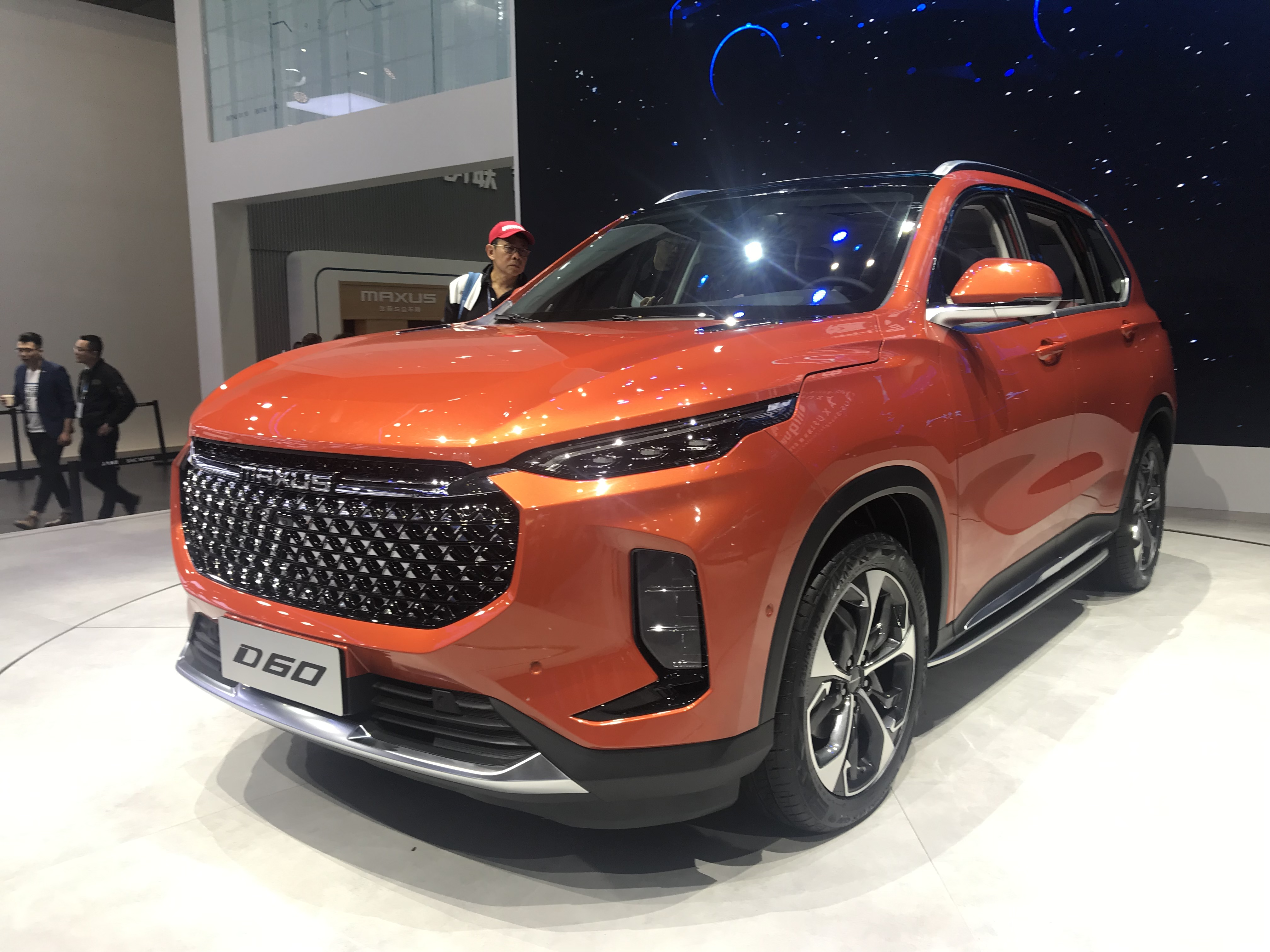
Maxus D60

### MG
MG Motor diseña, desarrolla y comercializa automóviles vendidos bajo la marca MG mientras que la fabricación de vehículos se realiza en sus fábricas de China y Tailandia. MG Motor es el mayor importador de automóviles fabricados en China en el Reino Unido.

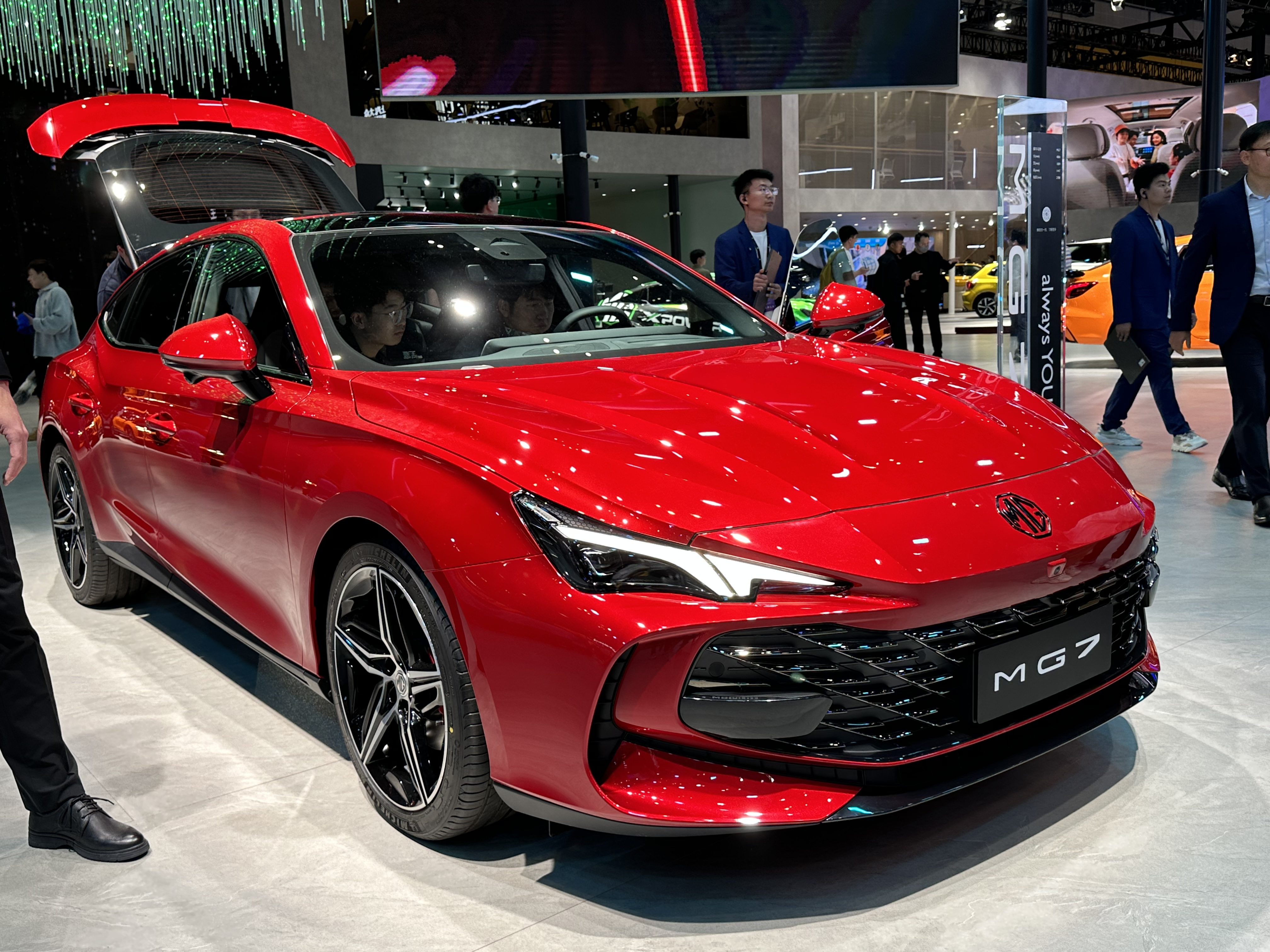
MG 7
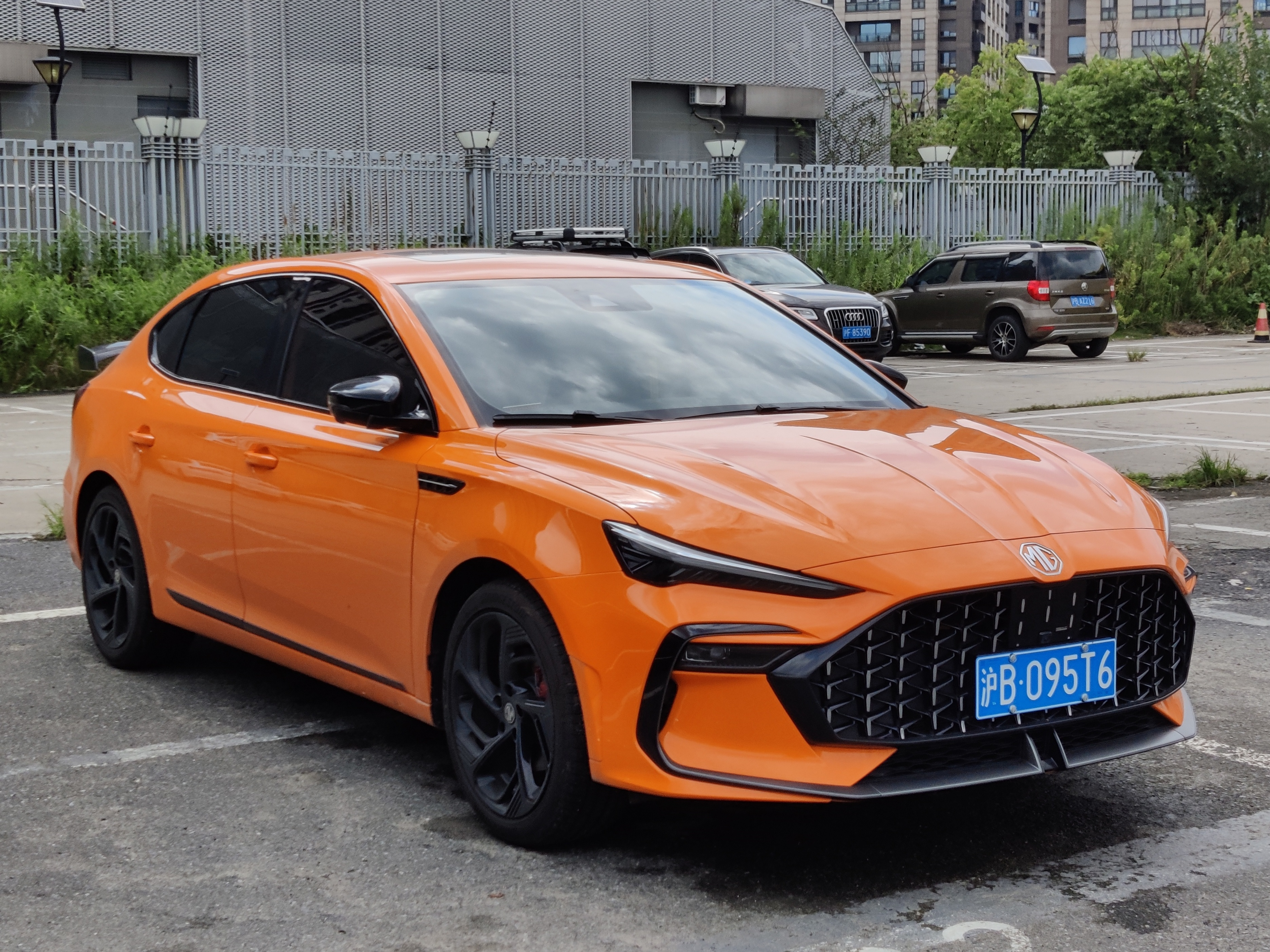
MG 6 II
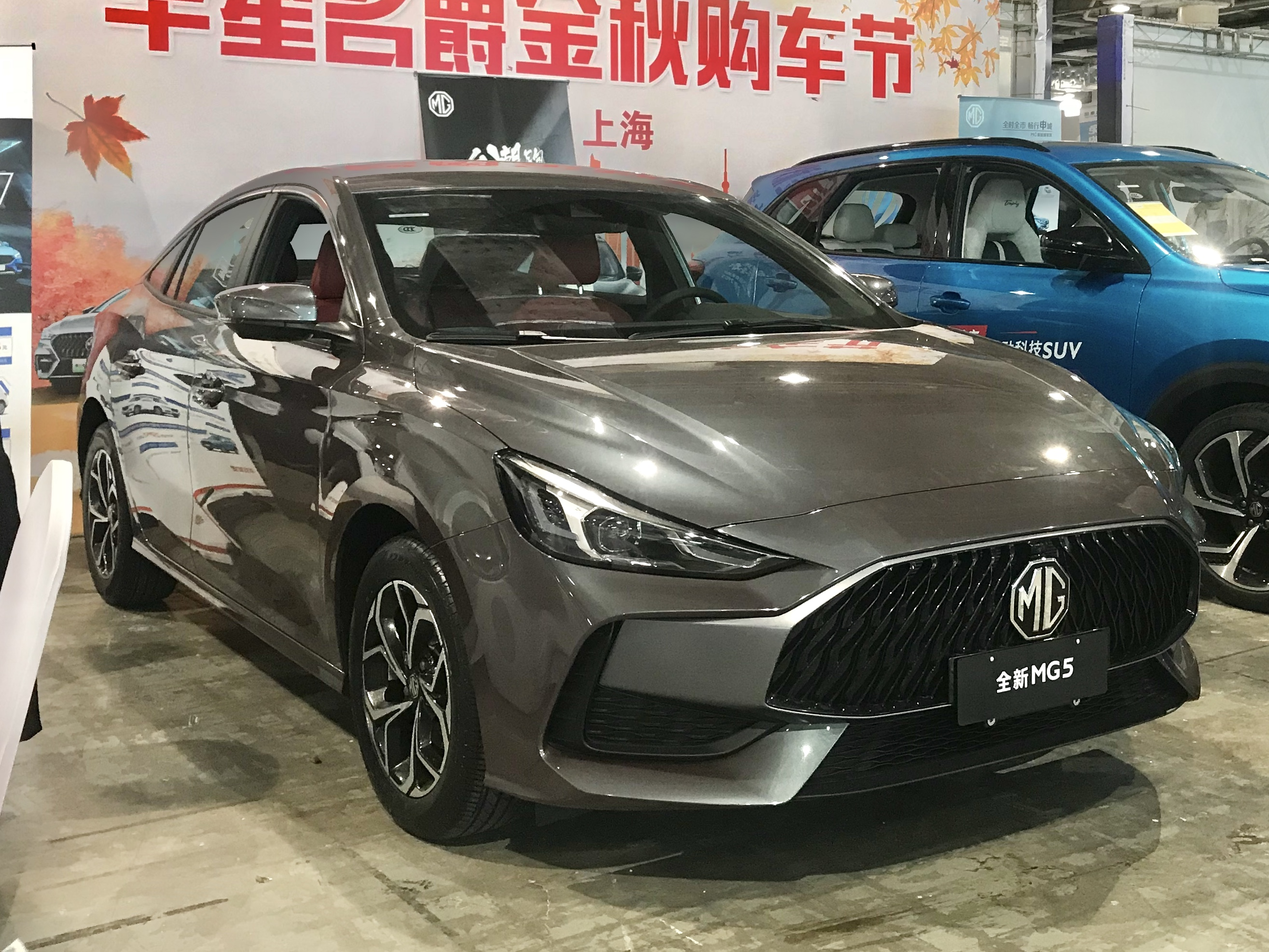
MG 5 II
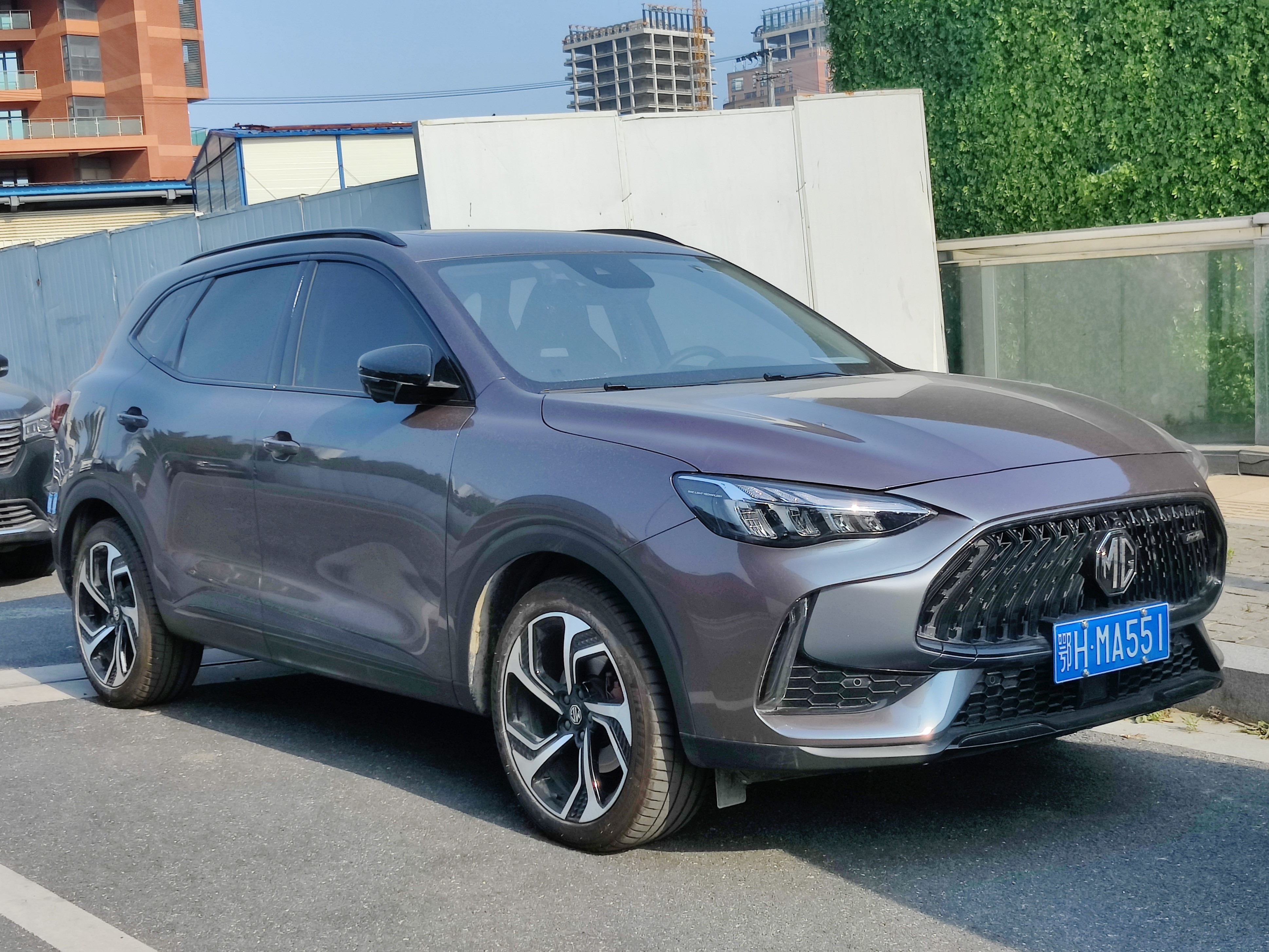
MG HS

### Rising Auto
Rising Auto (Feifan, 飞凡汽车), anteriormente marca R, es una rama de la marca Roewe de SAIC dedicada a vehículos de nueva energía y vehículos inteligentes. Los primeros productos reciben el nombre de Roewes y el crossover R7 es el primer producto original. El próximo producto es el sedán ejecutivo compacto F7.

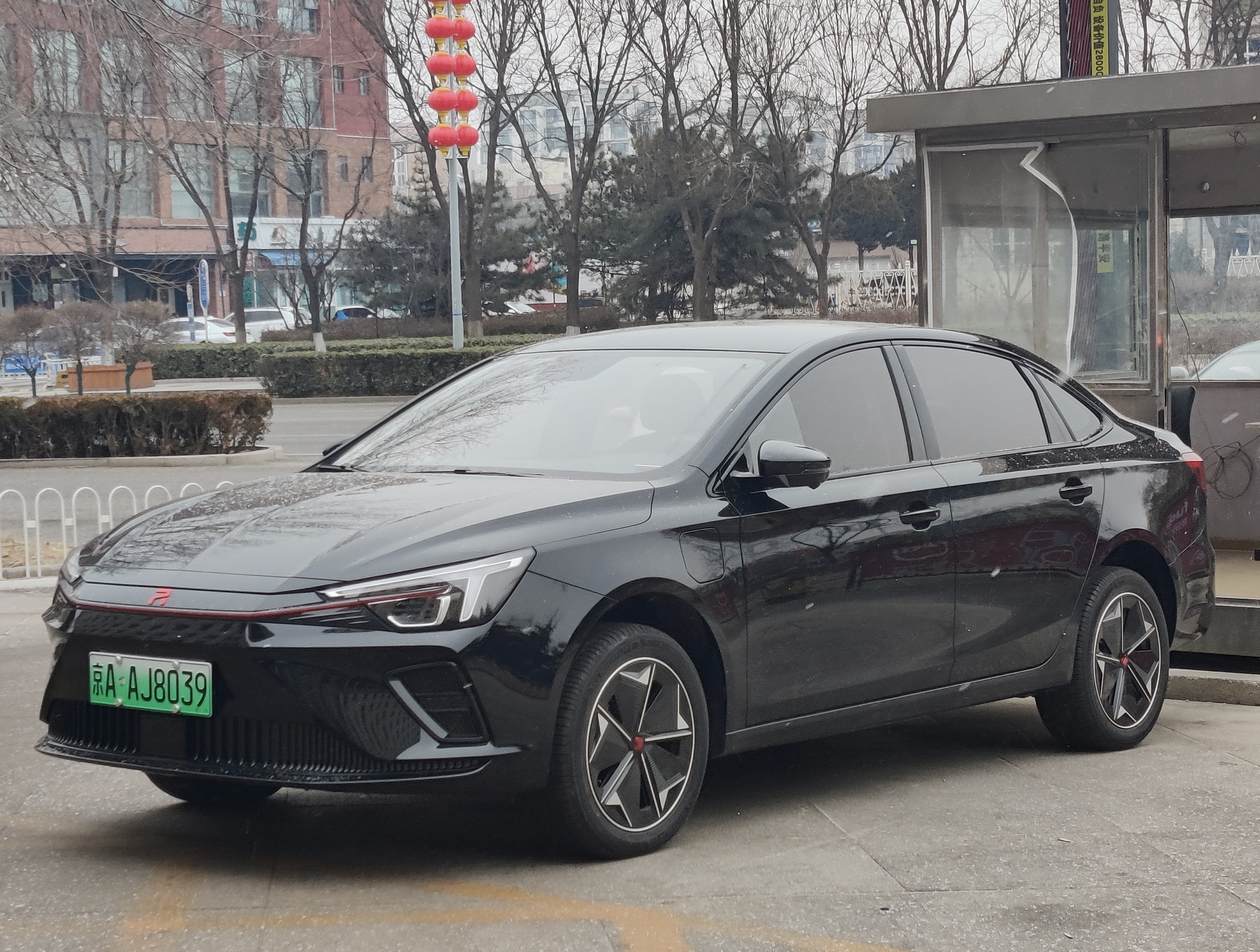
Rising Auto ER6
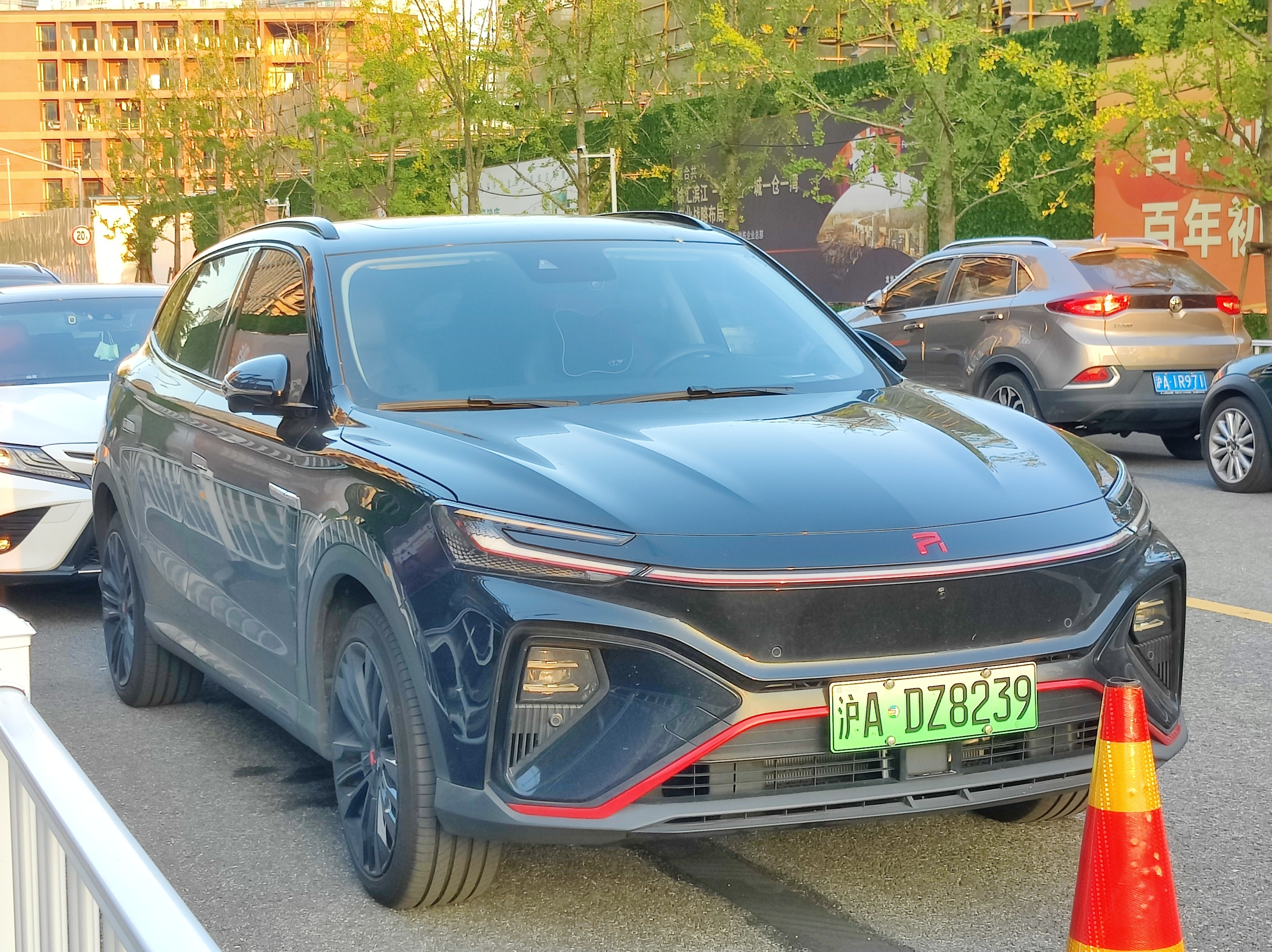
Rising Auto Marvel R
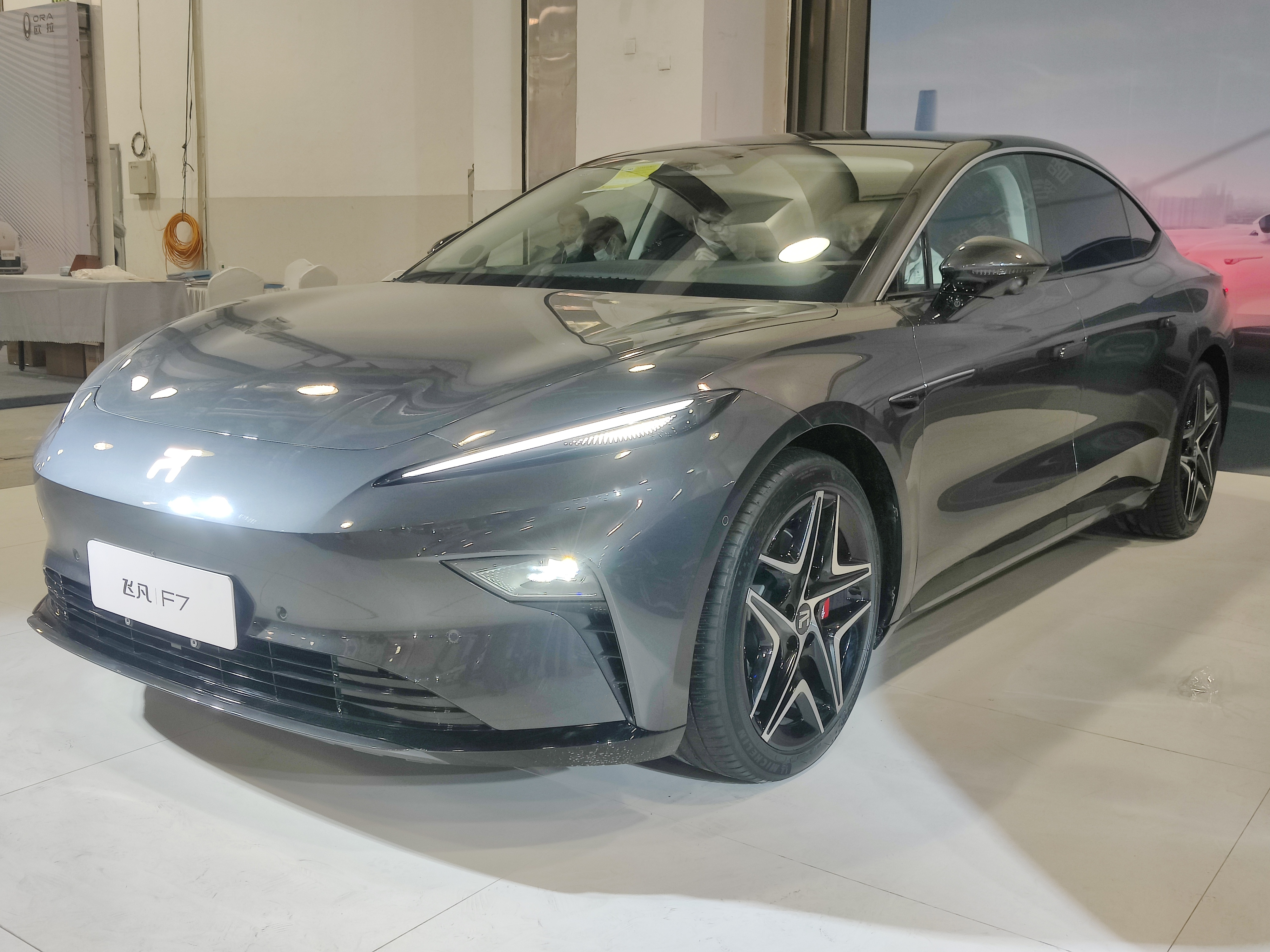
Rising Auto F7
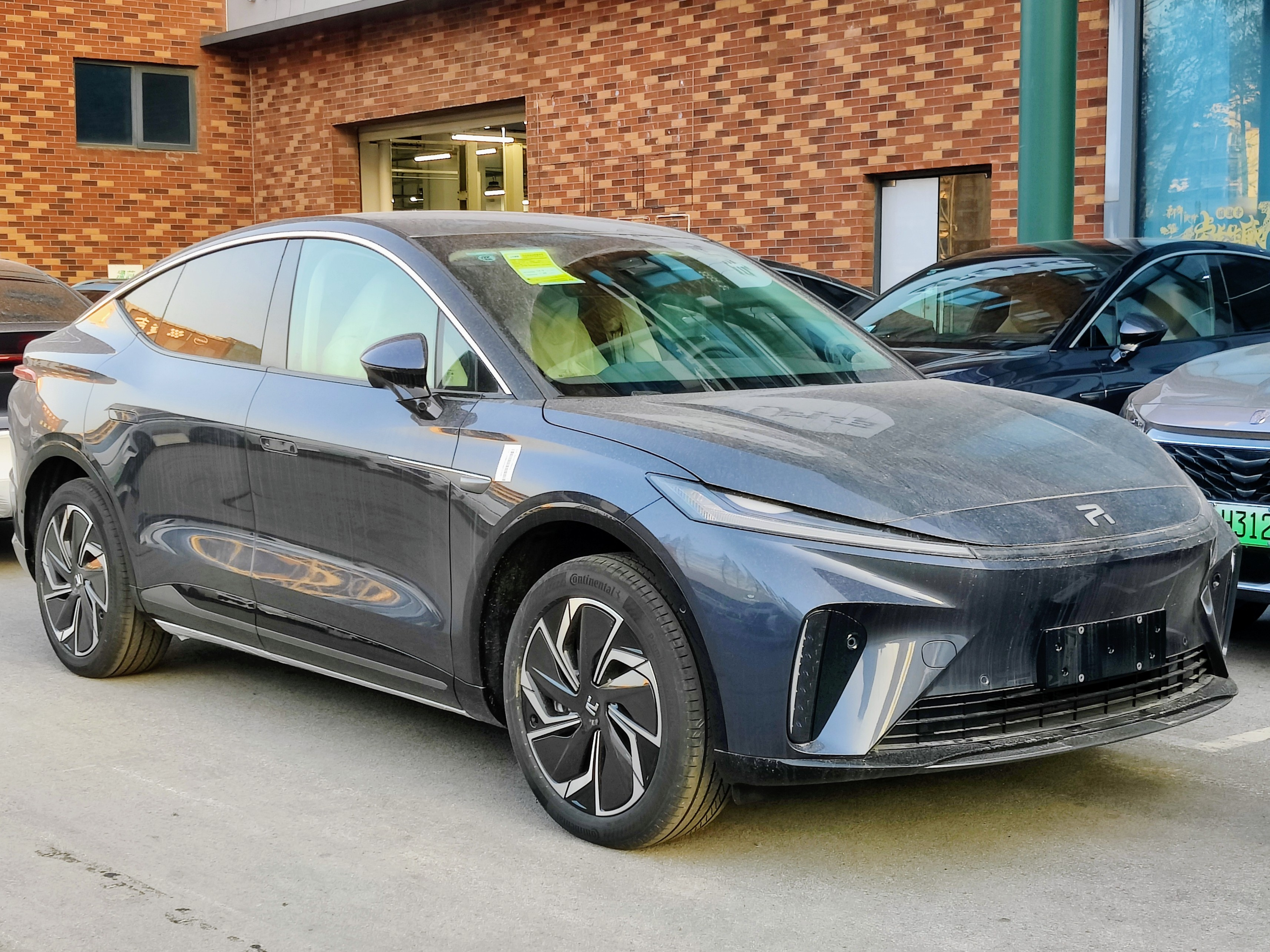
Rising Auto R7

### Roewe
Roewe fue introducido por SAIC en 2006. Se vende en la mayoría de los mercados de exportación fuera de China bajo la marca MG Motor.

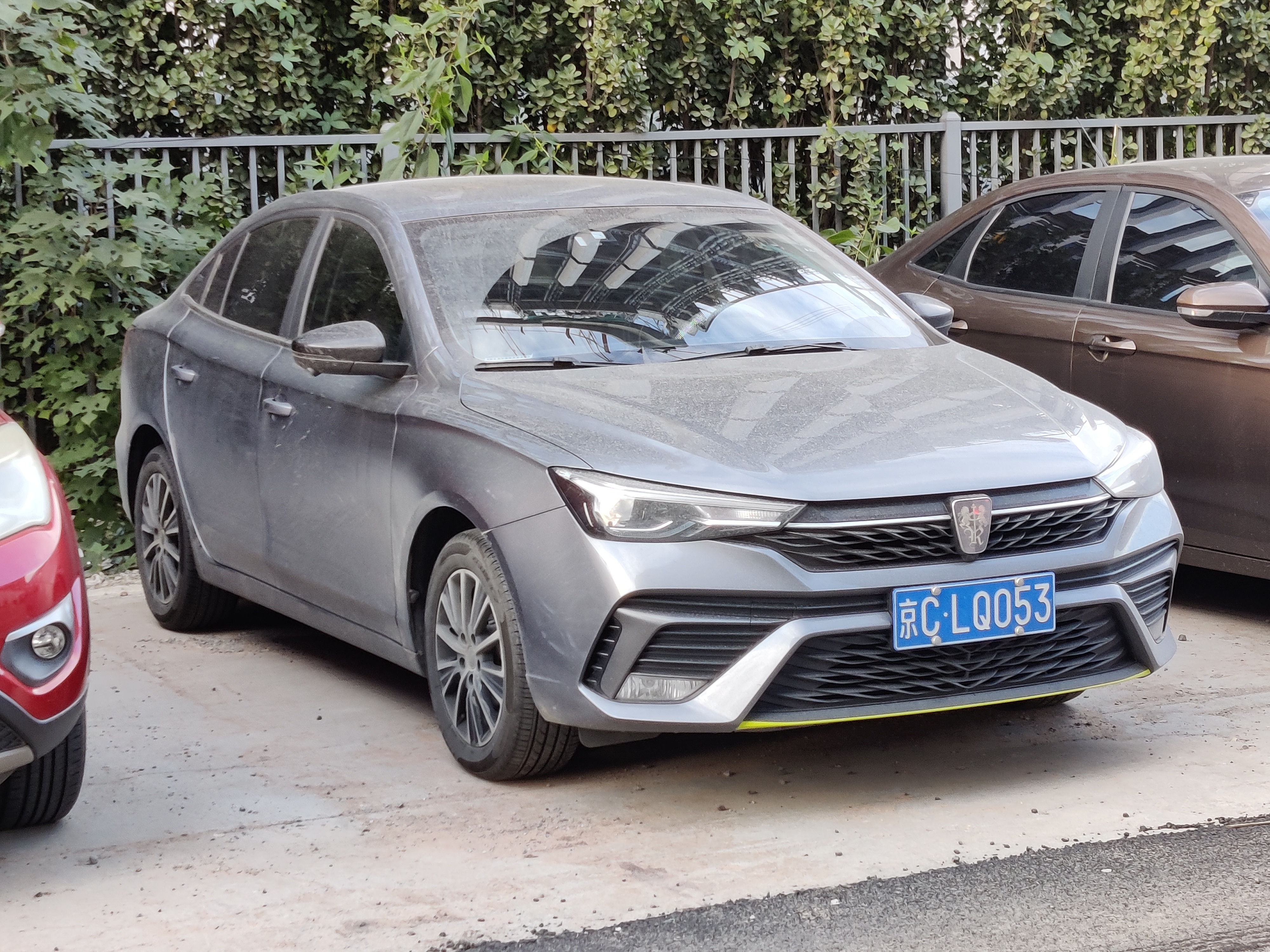
Roewe i5
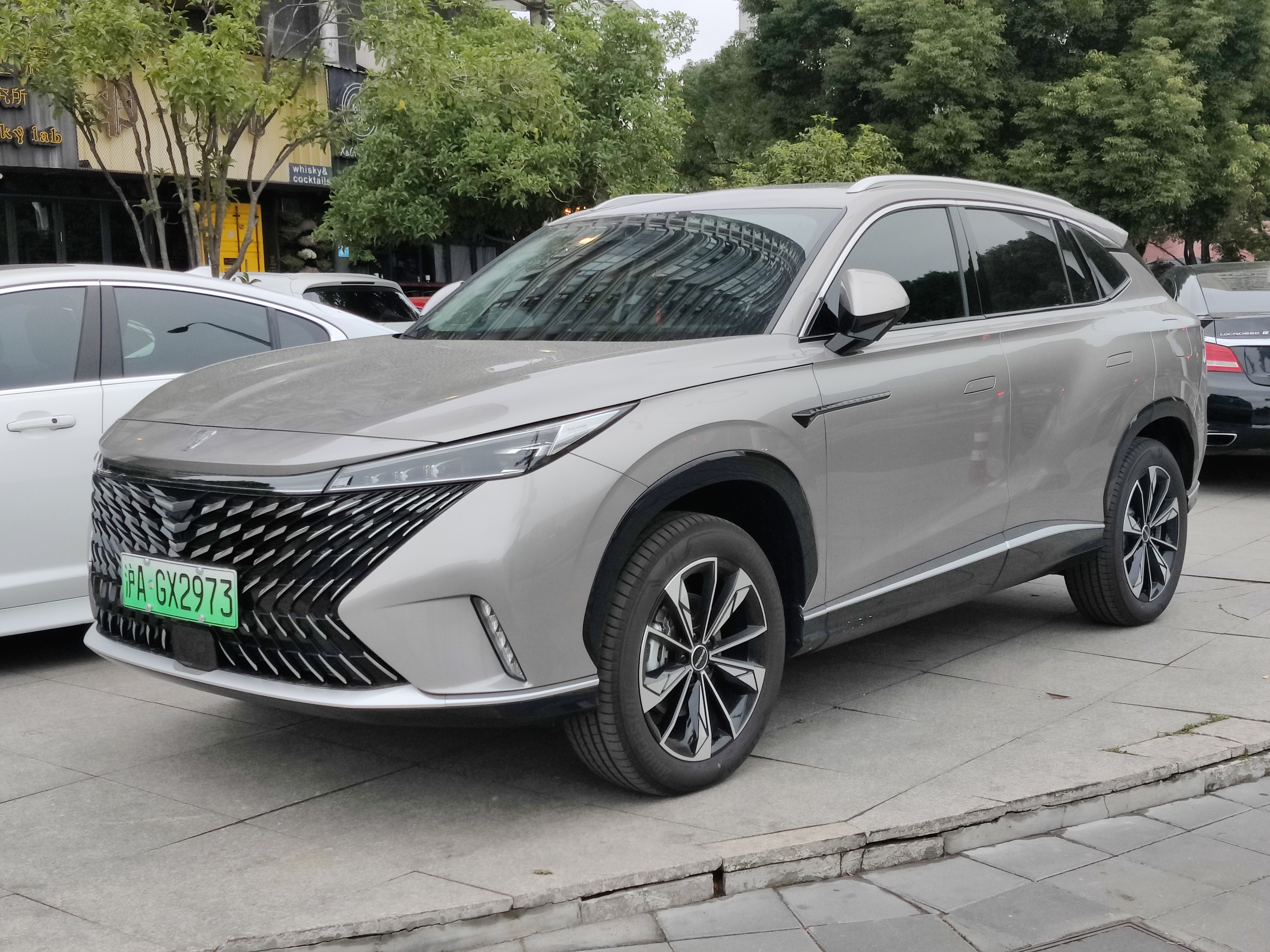
Roewe RX5
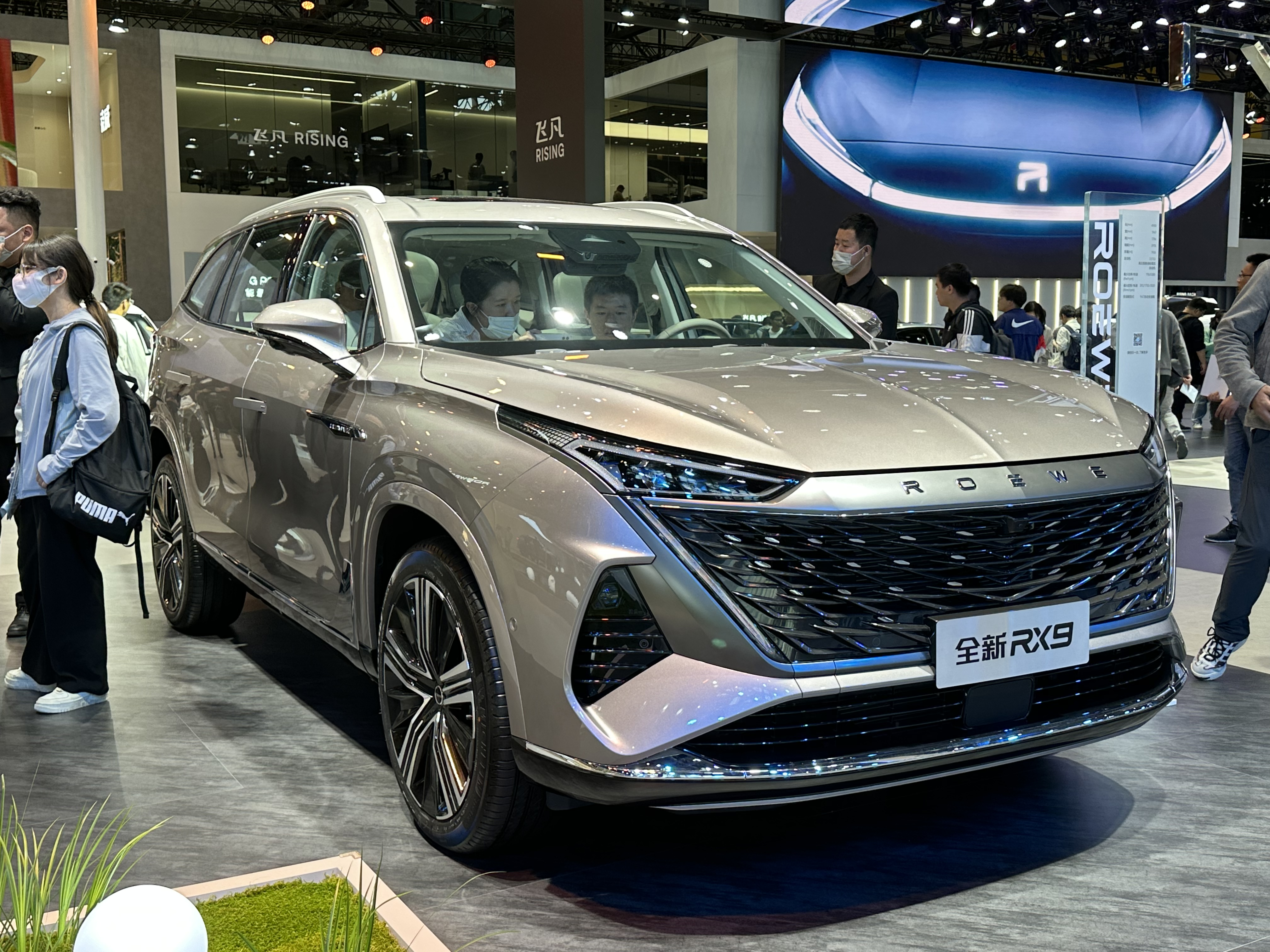
Roewe RX9

### Wuling/Baojun (SAIC-GM-Wuling Automobile,SGMW)
Una empresa conjunta entre SAIC, General Motors, y Liuzhou Wuling Motors Co Ltd. Basado en Liuzhou, Guangxi Zhuang Autonomous Region, in southwestern China, fabrica vehículos comerciales y de consumo vendidos en China bajo las marcas Wuling y Baojun. SGMW ha logrado recientemente un gran éxito como fabricante de vehículos eléctricos — A partir de 2021, el automóvil urbano Wuling Hongguang Mini EV de la empresa es el automóvil eléctrico más vendido en China por volumen. 

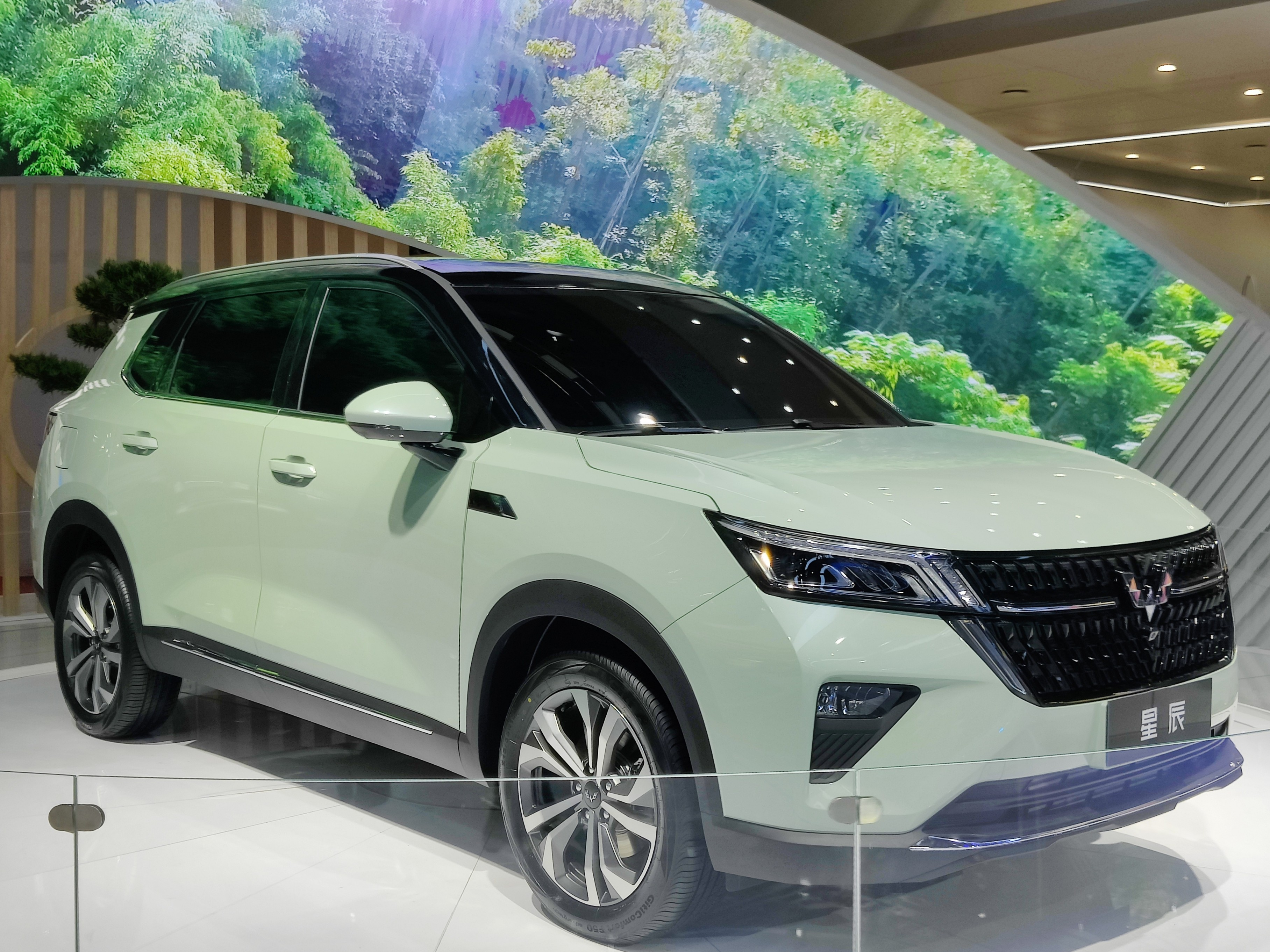
Wuling Asta
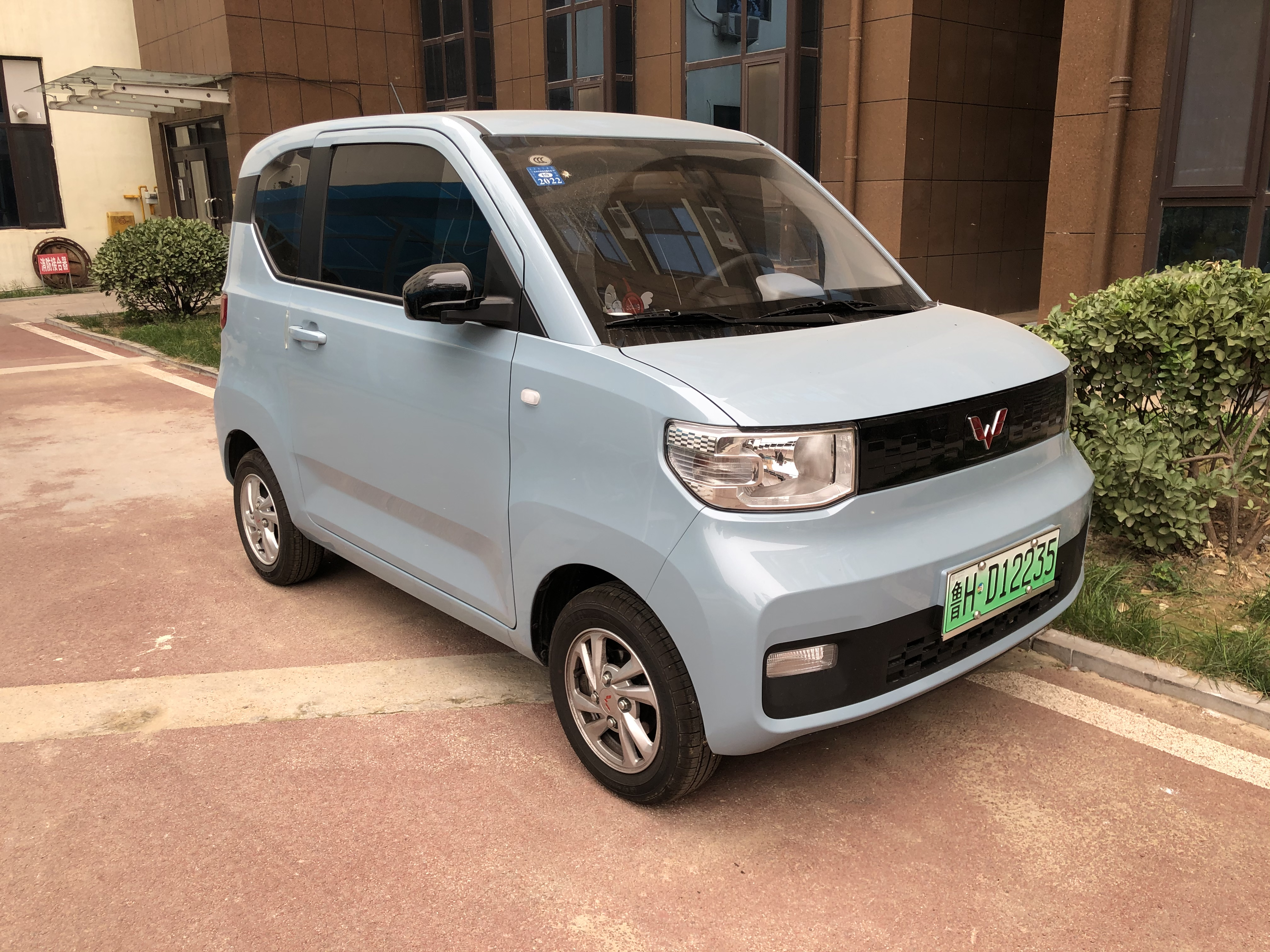
Wuling Hongguang Mini EV
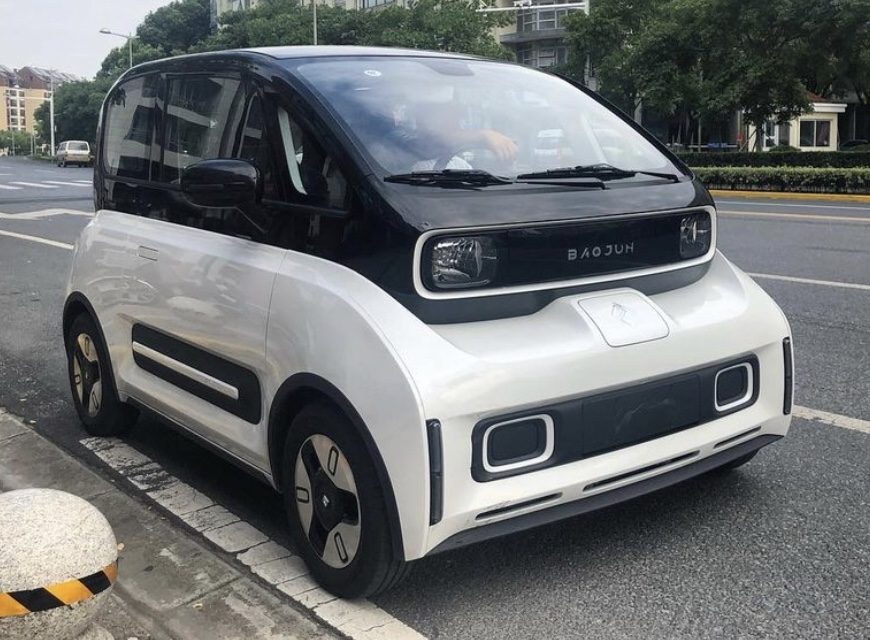
Baojun E300

### Hongyan
SAIC Hongyan se estableció en enero de 2003 como Chongqing Hongyan y sus orígenes se remontan a un fabricante chino establecido en 1965. La empresa se centra en la producción de camiones pesados.

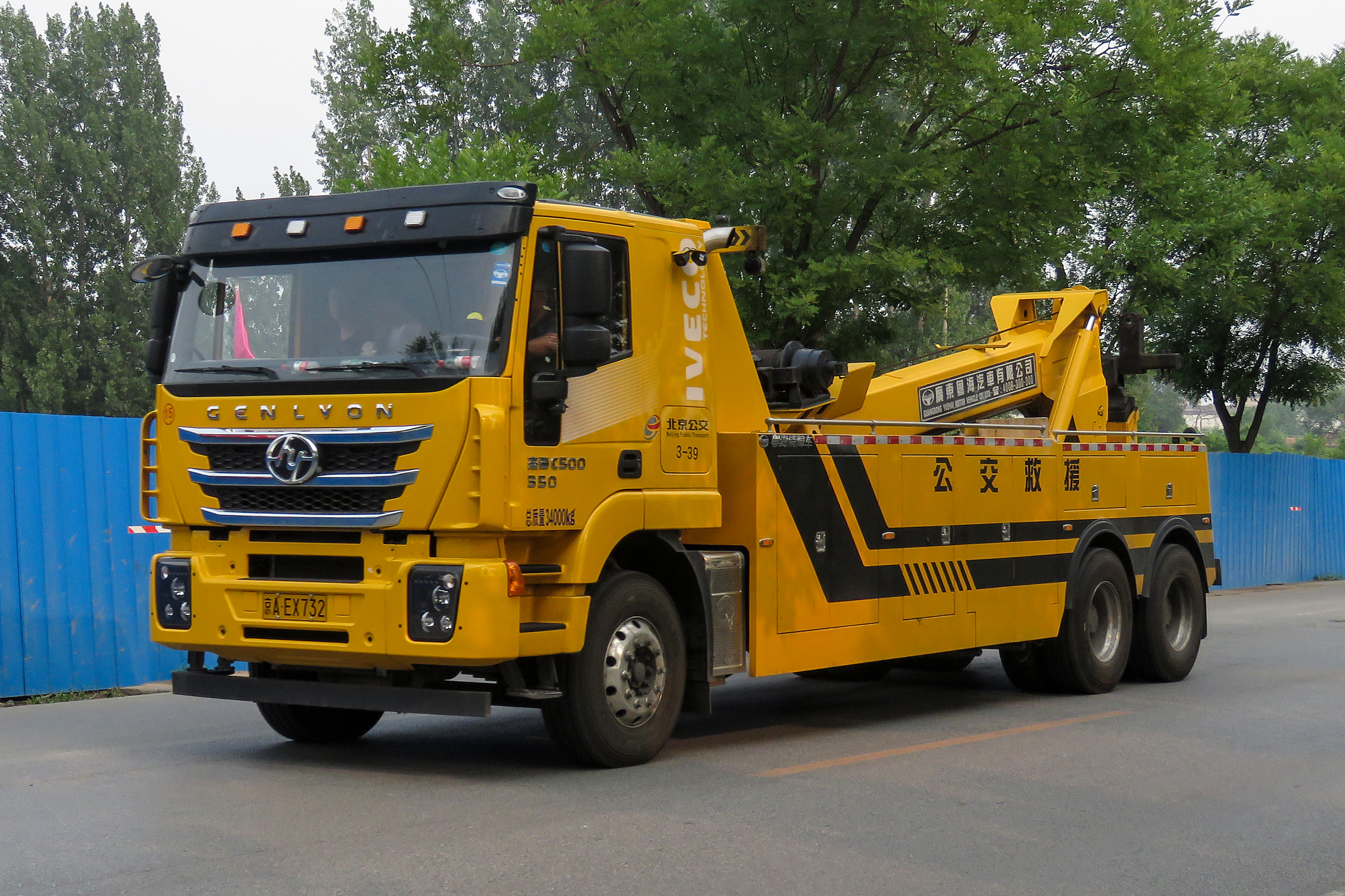
Hongyan Genlyon

### Sunwin
SAIC Sunwin es una marca especializada en la producción de autobuses de pasajeros y trolebuses.

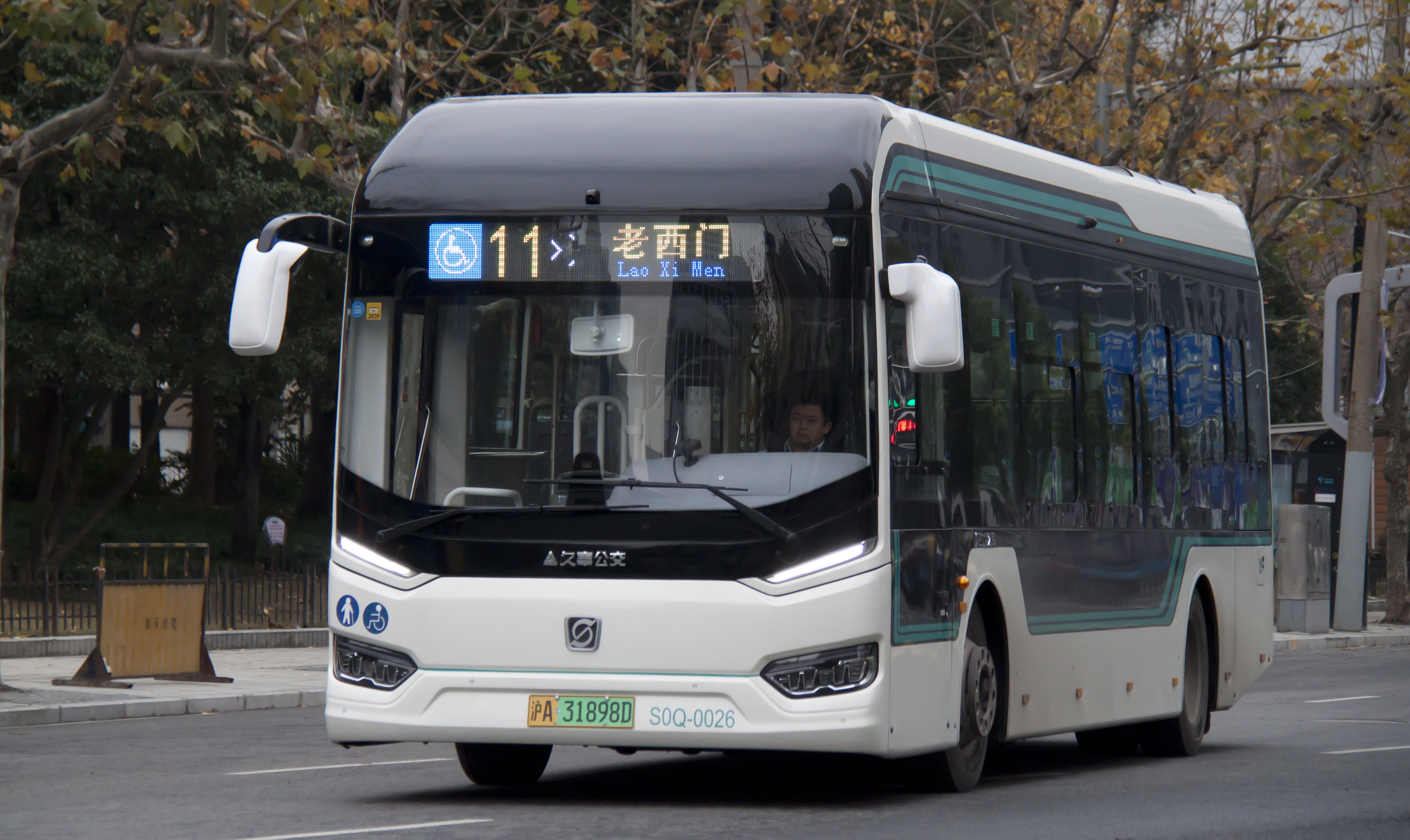
Sunwin iev10
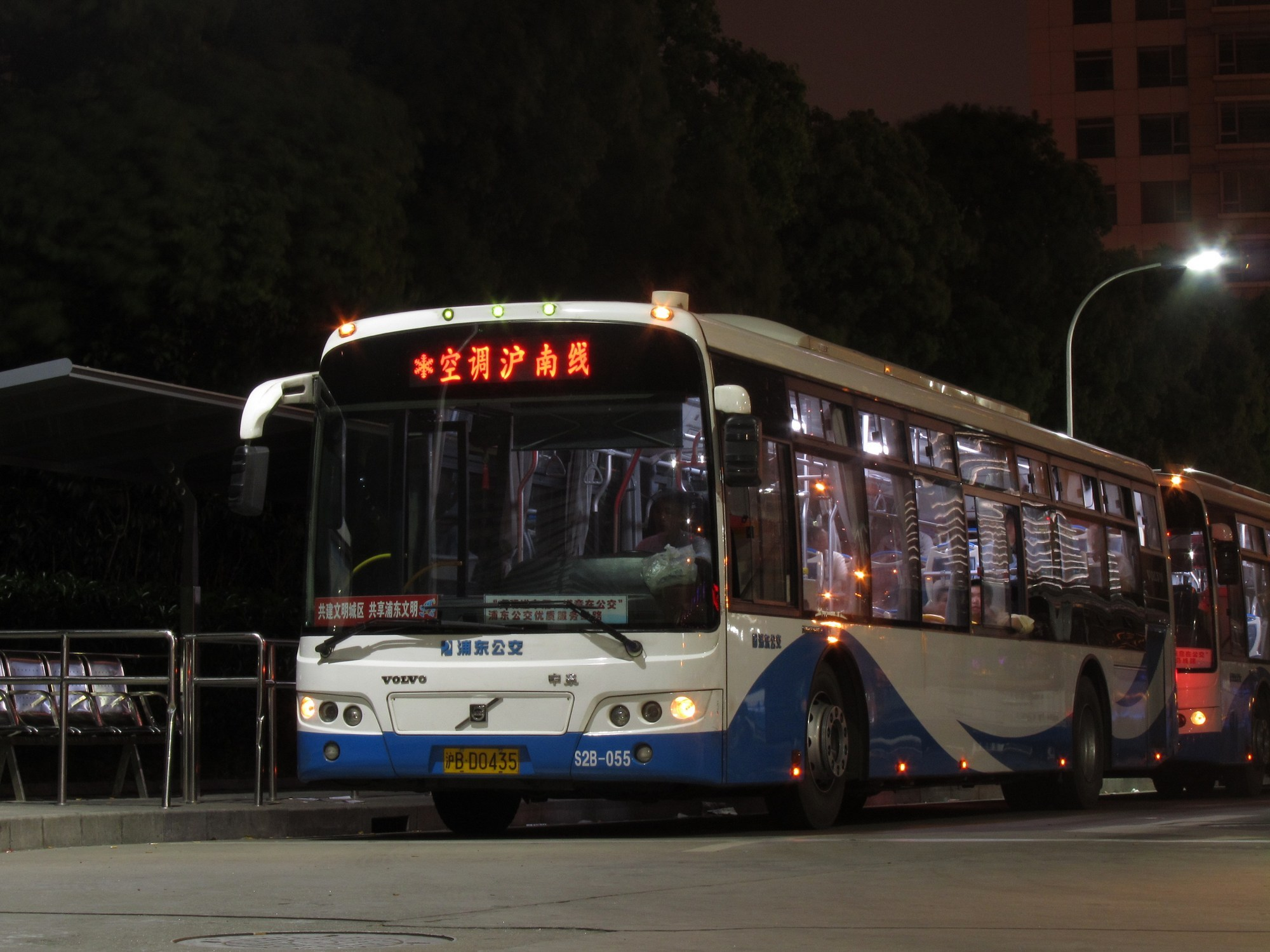
Sunwin SWB6120V4LE, based on Volvo B7RLE chassis

## Empresas conjuntas
SAIC participa en esfuerzos de cooperación con fabricantes de automóviles extranjeros que ven como ejemplos a los productos de grandes empresas internacionales como Fiat Chrysler Automobiles, Iveco,  General Motors o Volkswagen fabricados y vendidos en China.
La siguiente es sólo una lista parcial.

### Shanghai Volkswagen Automotive
Una empresa conjunta entre SAIC y el Grupo Volkswagen. Fue fundada en 1984 y produce automóviles con las marcas Volkswagen, Skoda y Audi. 

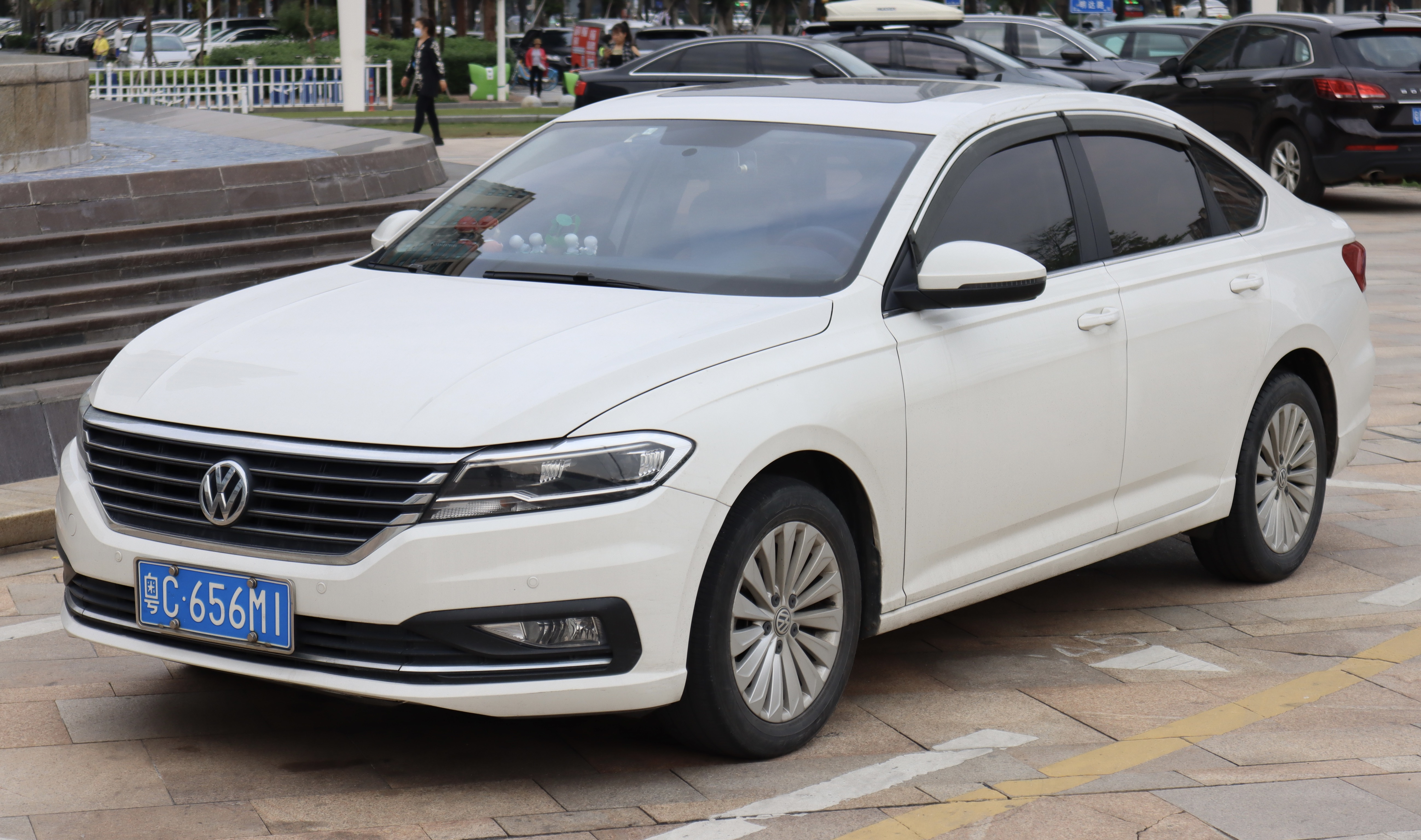
Volkswagen Lavida
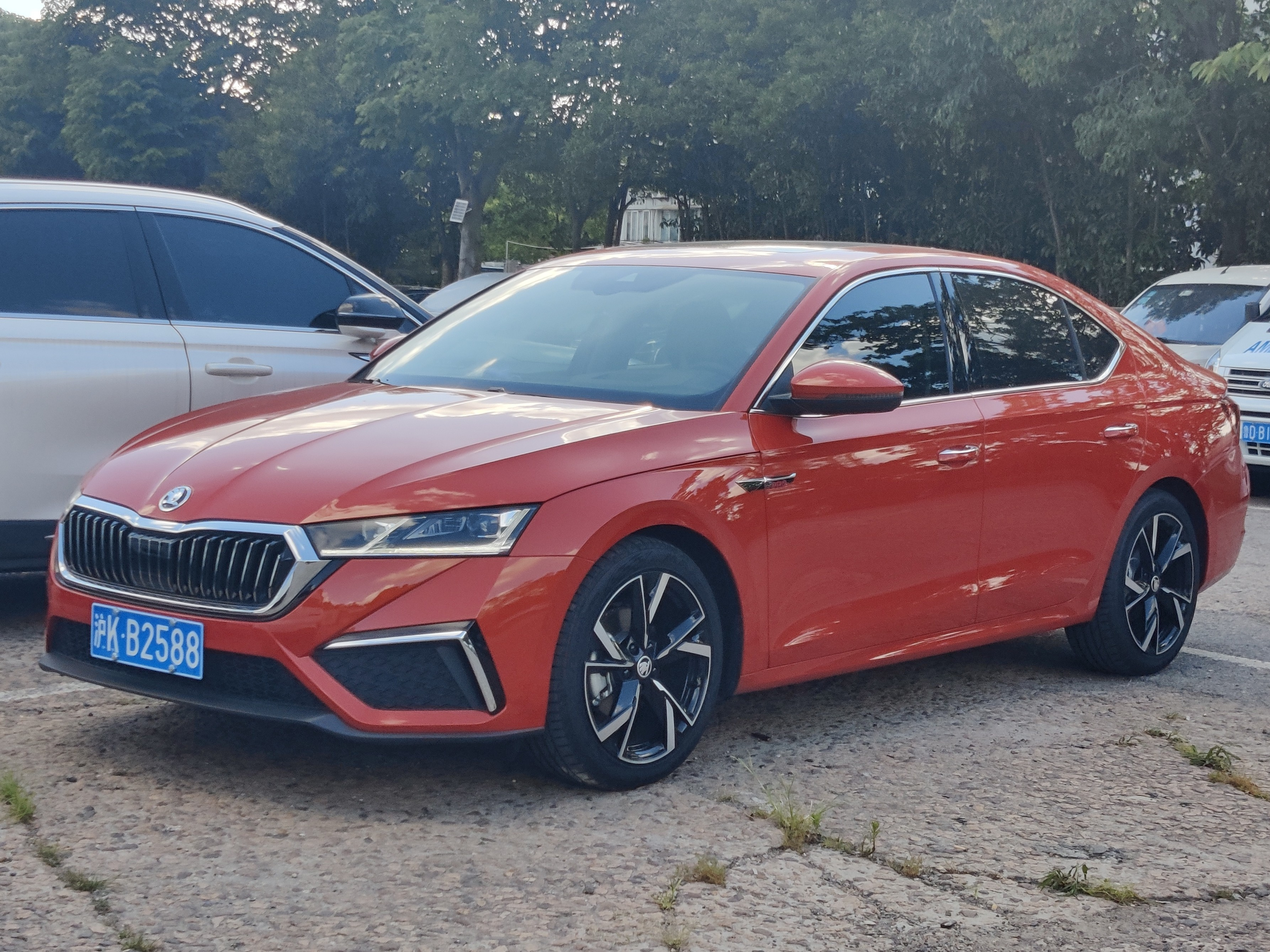
Skoda Octavia Pro
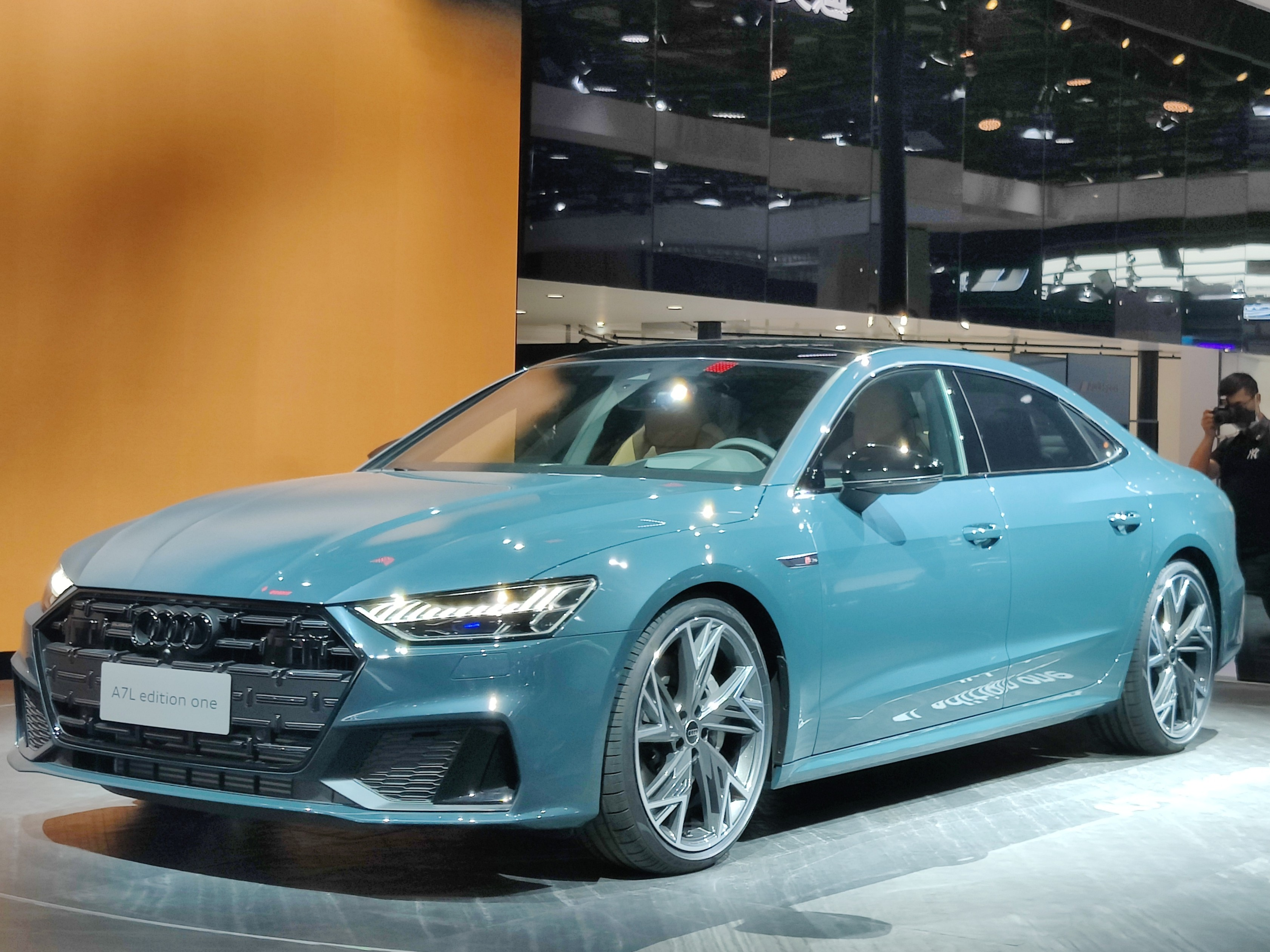
Audi A7L

### Shanghai General Motors Corporation
Esta empresa conjunta entre SAIC y General Motors fabrica y vende automóviles de las marcas Chevrolet, Buick y Cadillac en China continental.

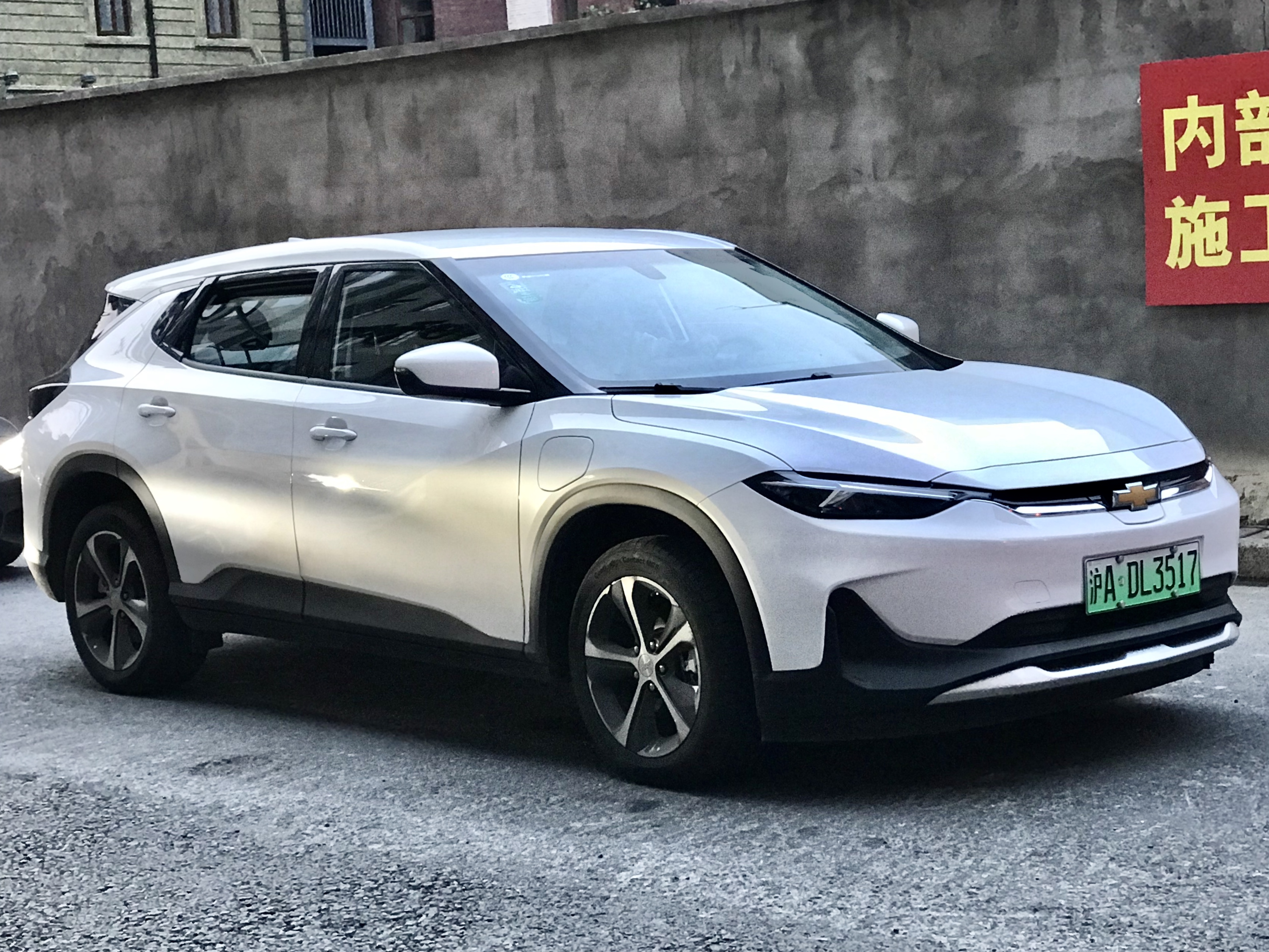
Chevrolet Menlo
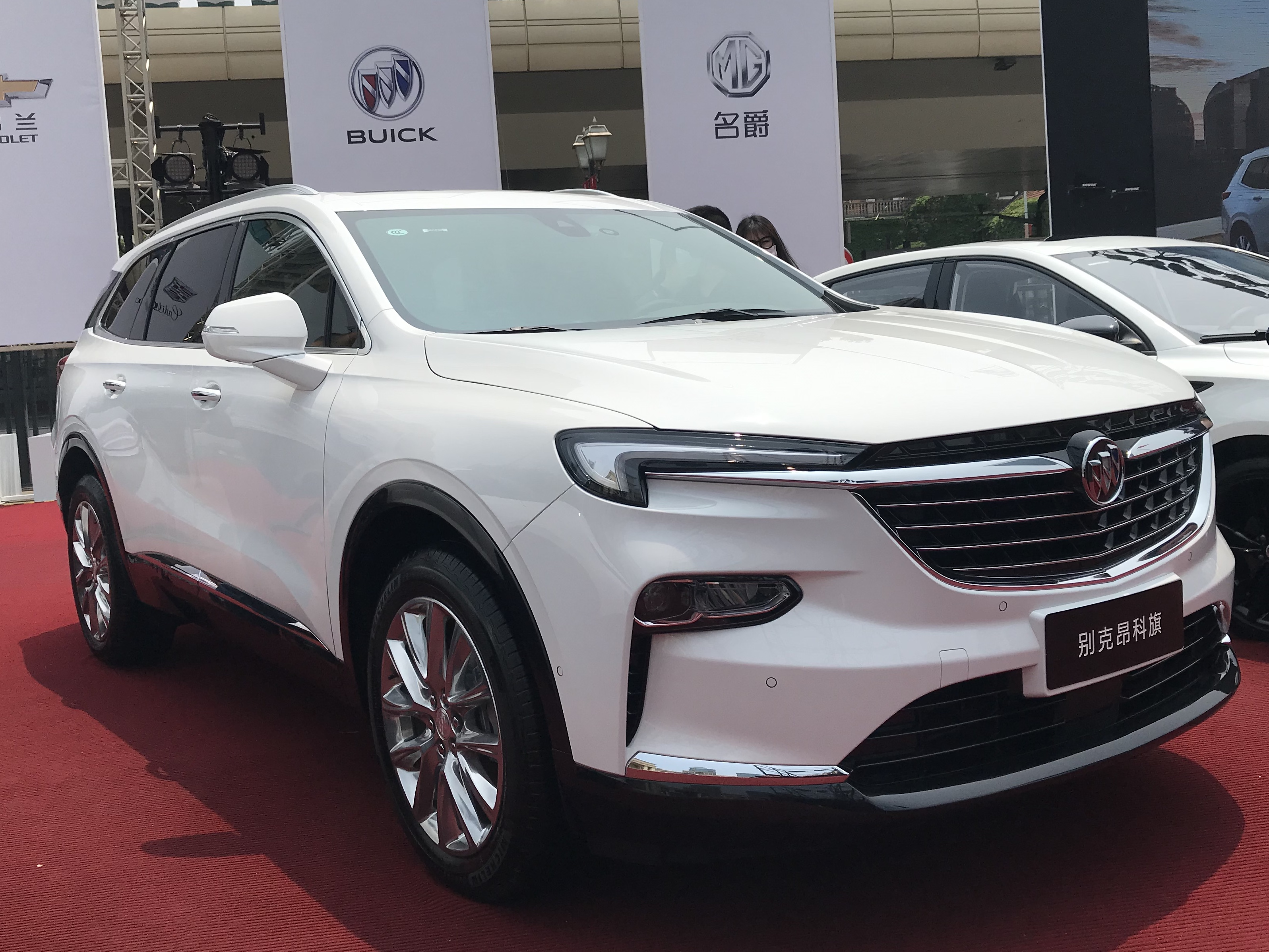
Buick Enclave II
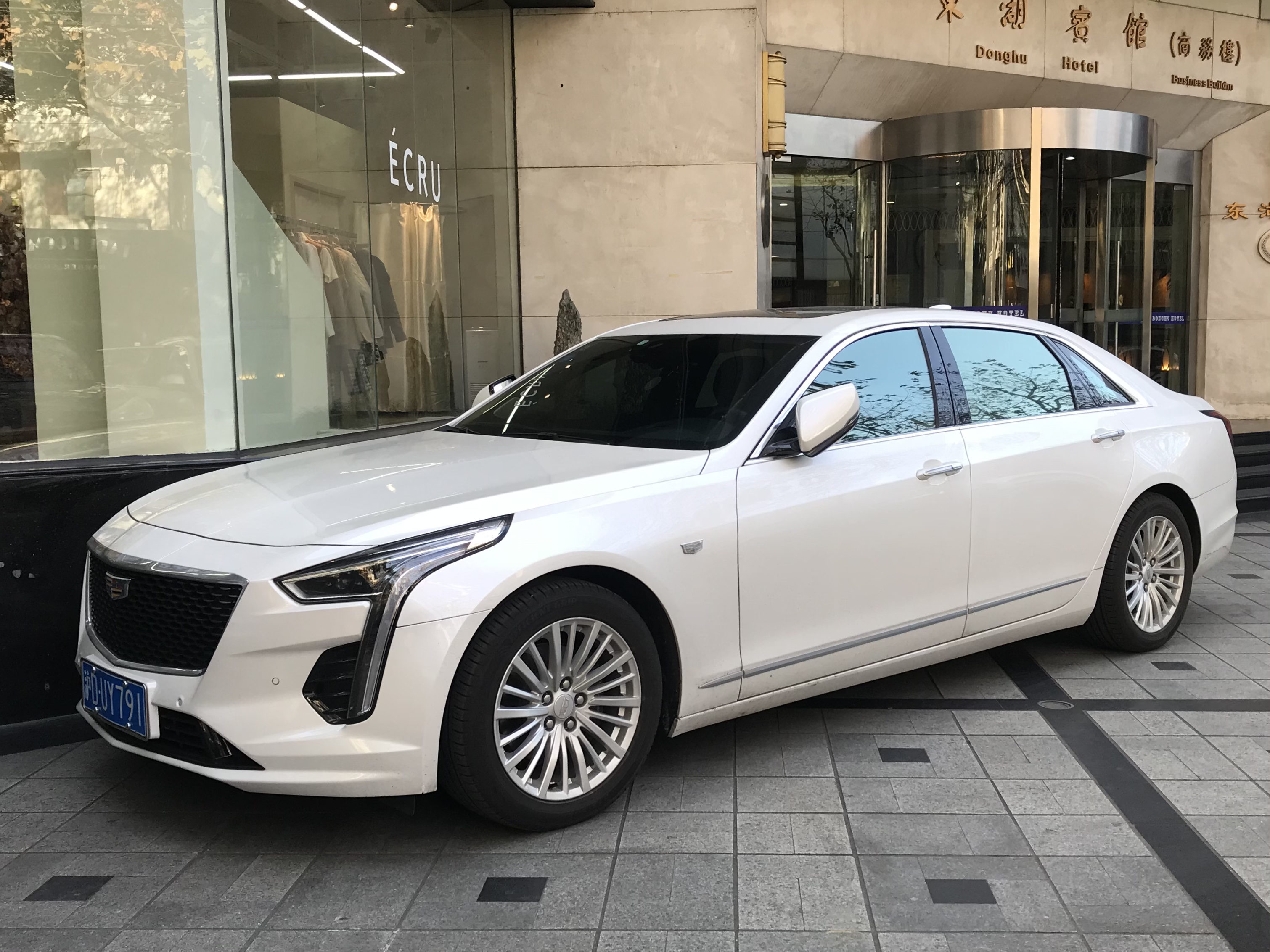
Cadillac CT6

### Nanjing Iveco Auto Co Ltd ("New Naveco")

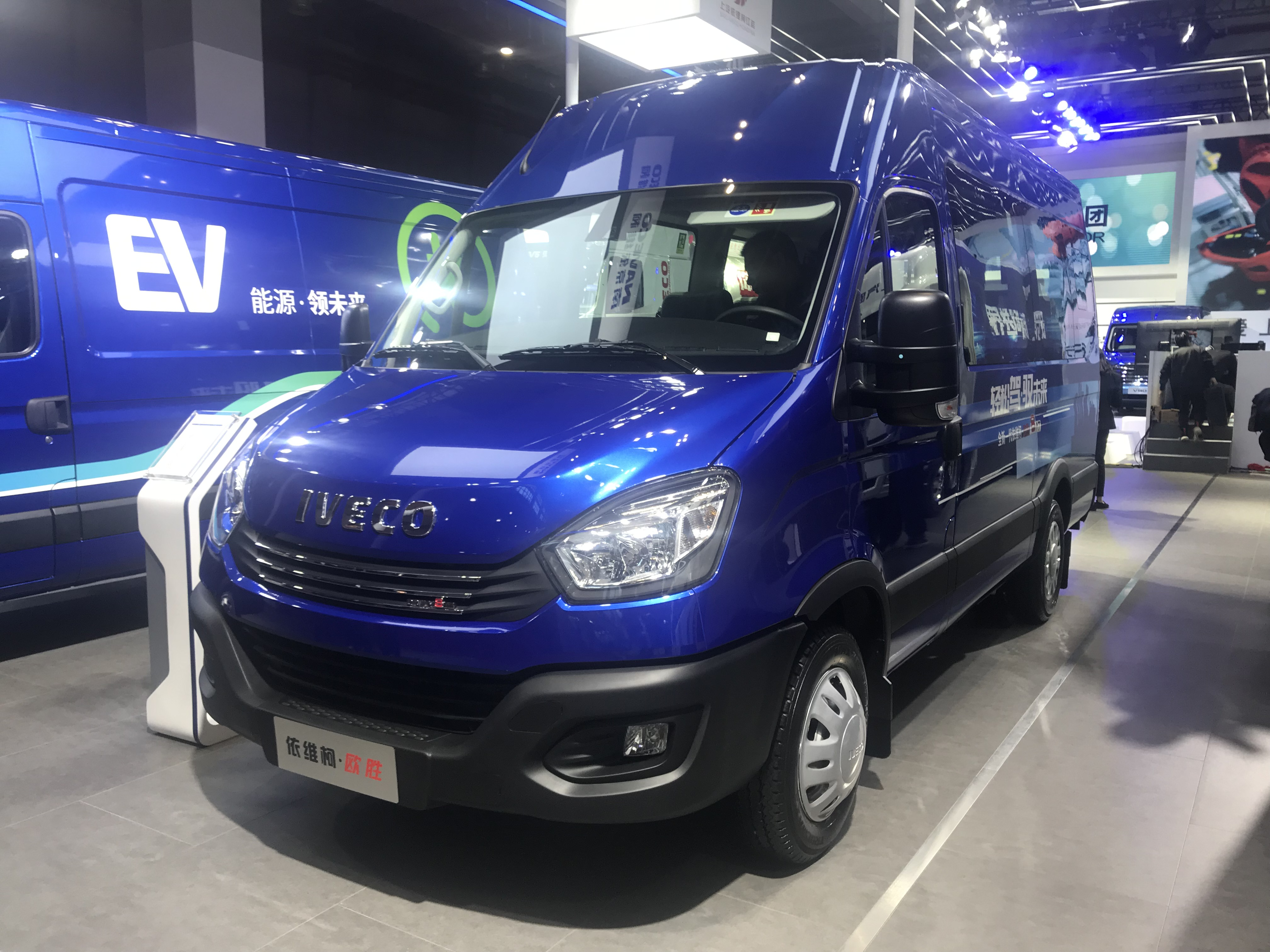
Iveco Daily Ousheng

### SAIC-Charoen Pokphand
SAIC produce vehículos MG Motors a través de esta empresa conjunta con Charoen Pokphand para su filial en Tailandia.

### Technomous
Establecido con un proveedor de tecnología austriaco TTTech en 2018 para soluciones de Conducción Inteligente y Autónoma.

## Ventas
|      | Total     | MG      | Roewe   | Rising | Maxus/LDV | Wuling    | Baojun    | iM    | Hongyan | Sunwin |
| ---- | --------- | ------- | ------- | ------ | --------- | --------- | --------- | ----- | ------- | ------ |
| 2010 | 1,424,513 | 29,603  | 131,027 | -      | -         | 1,157,258 | -         | -     | 33,258  | 3,098  |
| 2011 | 1,433,387 | 50,349  | 112,825 | -      | 2,833     | 1,210,824 | 21,854    | -     | 31,500  | 3,152  |
| 2012 | 1,659,973 | 79,343  | 122,952 | -      | 7,076     | 1,503,868 | 80,323    | -     | 17,008  | 3,250  |
| 2013 | 1,884,112 | 83,896  | 152,705 | -      | 11,032    | 1,349,964 | 100,500   | -     | 28,008  | 3,783  |
| 2014 | 2,051,240 | 64,651  | 126,590 | -      | 21,016    | 1,628,493 | 181,586   | -     | 25,000  | 3,866  |
| 2015 | 2,272,961 | 83,294  | 99,350  | -      | 35,071    | 1,541,516 | 502,872   | -     | 8,708   | 2,103  |
| 2016 | 2,533,586 | 98,714  | 241,026 | -      | 46,145    | 1,369,618 | 760,559   | -     | 15,517  | 2,007  |
| 2017 | 2,811,224 | 158,574 | 385,235 | -      | 71,117    | 1,138,726 | 1,016,342 | -     | 40,017  | 1,213  |
| 2018 | 2,957,136 | 270,647 | 466,608 | -      | 84,017    | 1,197,932 | 879,077   | -     | 58,037  | 818    |
| 2019 | 2,621,117 | 298,000 | 428,597 | -      | 153,024   | 1,078,234 | 604,026   | -     | 58,077  | 1,159  |
| 2020 | 2,575,775 | 310,000 | 384,321 | -      | 192,617   | 1,184,088 | 422,550   | -     | 80,077  | 2,122  |
| 2021 | 2,811,922 | 471,992 | 343,283 | 14,241 | 232,844   | 1,470,783 | 214,947   | -     | 63,007  | 825    |
| 2022 | 2,784,581 | 571,887 | 286,018 | 29,780 | 214,155   | 1,524,960 | 105,084   | 5,000 | 13,107  | 2,009  |

## Instalaciones

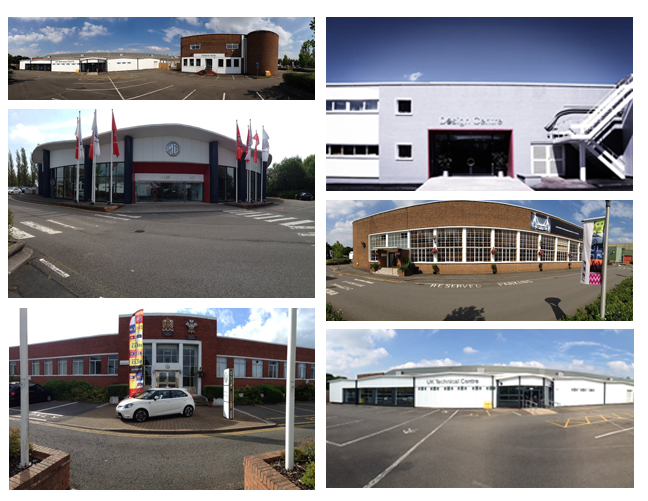
Sede de MG Motor en el Reino Unido - Centro técnico y de diseño de SAIC en el Reino Unido

SAIC tiene numerosas instalaciones de producción en China, incluidas plantas en: Chongqing, Liuzhou, Qingdao, Shanghai, Shenyang y Yantai. También disponía de una planta de montaje en el Reino Unido, la planta de Longbridge, También tiene una planta en Chonburi, Tailandia, Halol, India y una en Lahore, Pakistán.

### Investigación y desarrollo
SAIC operaba un gran centro de investigación y desarrollo en el Reino Unido, el SAIC Motor UK Technical Centre, que en 2012 empleaba a unos 275 ingenieros y 25 diseñadores. El Centro Técnico del Reino Unido fue el principal sitio a nivel mundial para el desarrollo de automóviles MG, También desempeña un papel importante en el desarrollo de los productos Roewe. Sin embargo, en junio de 2019, SAIC Motor cerró el Centro Técnico del Reino Unido, despidiendo a más de 300 ingenieros en el proceso.

## Innovación
SAIC opera una investigación grande y un gran centro de desarrollo en el Reino Unido, en El Centro Técnico de SAIC Motor, que a partir de 2012 cuenta con una plantilla de unos 275 ingenieros y diseñadores. El Centro Técnico de SAIC Motor es el lugar principal en todo el mundo para el desarrollo de automóviles MG, y también juega un papel importante en el desarrollo de productos de Roewe.